# Быструшкин, Бронислав Дмитриевич
Бронисла́в Дми́триевич Быстру́шкин (31 августа 1926 года, Ленинград — 19 ноября 1977 года, Ленинград) — советский художник-скульптор по фарфору, член Ленинградской организации Союза художников РСФСР (ЛОСХ).

## Биография

### Детство и начало творчества

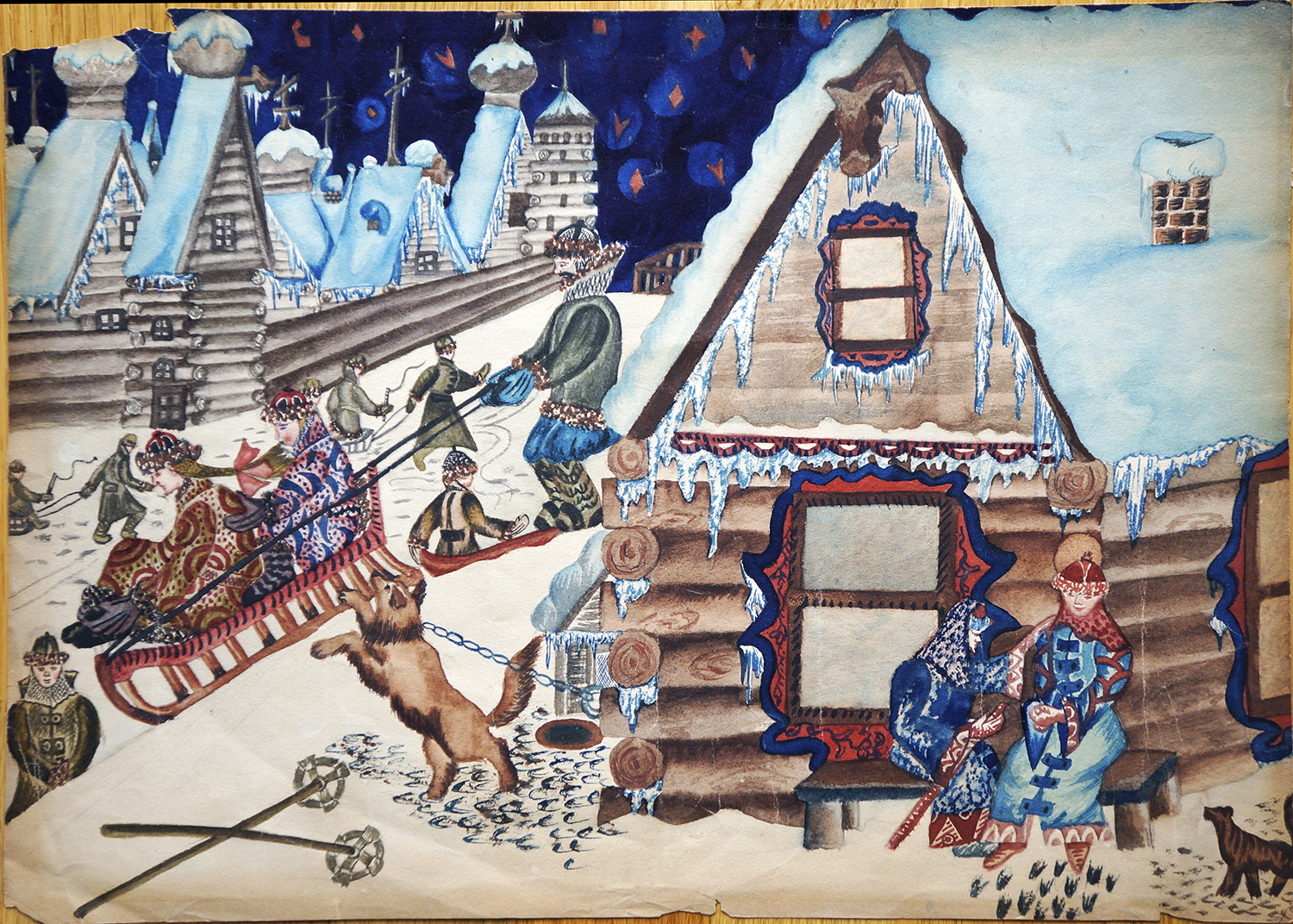
1938 год. 11 лет. «В старом городе». ИЗО-студия Дворца пионеров им. А. А. Жданова.

Бронислав Дмитриевич Быструшкин родился 31 августа 1926 года в Ленинграде. Мать, Клавдия Фёдоровна Быструшкина (урождённая Душкина — 25 марта 1896, Осташков — 20 октября 1963, Ленинград).
В 1932 году, в возрасте 6 лет, Бронислав уже учился рисованию в ИЗО-студии Ленинградского дома художественного воспитания детей (ЛДХВД) и был «всем знаком» (из воспоминаний К. А. Кордобовского, преподавателя ИЗО-отдела ЛДХВД в 1930-е годы. Октябрь, 1983 г.) .
В 1935 году ЛДХВД реорганизован в Ленинградский дворец пионеров и школьников им. А. А. Жданова, где Бронислав продолжил учёбу под руководством талантливых художников и педагогов Константина Александровича Кордобовского и Соломона Давидовича Левина, сыгравших огромную роль в становлении личности художника. В 1937 году, в 10 лет, участвовал в Первой выставке работ юных художников, посвящённой жизни и творчеству А. С. Пушкина и проходившей в помещении Музея детского художественного творчества Ленинградского Дворца пионеров и школьников им. А. А. Жданова (рисунки по «Сказке о царе Салтане» и сказке «Руслан и Людмила» см. ниже).

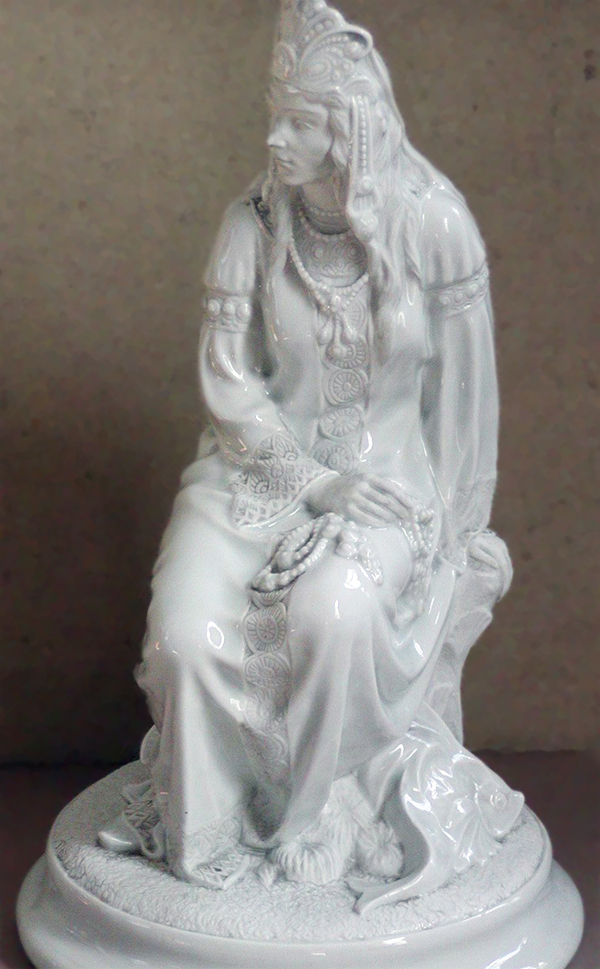
Дипломная работа. «Морская царица». 1954 г. Фарфор.

В 1941 году, когда началась Великая Отечественная война, остался в Ленинграде и пережил там самую тяжёлую блокадную зиму. В феврале 1942 года, 15-летним подростком, был эвакуирован из блокадного Ленинграда по ледовой Дороге жизни в сибирский город Омск. Два года прожил в приёмной семье. В 1944 году переехал в Барнаул, учиться в сельскохозяйственном техникуме. В 1945 году получил вызов матери, оставшейся в Ленинграде, и вернулся домой.
В 1945 году, по совету Соломона Давидовича Левина, поступил учеником живописца в художественную лабораторию Ленинградского фарфорового завода им. М. В. Ломоносова (ЛФЗ). Интересный исторический факт был опубликован в газете «Смена» за 30 мая 1946 года, в статье И. Никитиной «В царстве фарфора». Оказывается, первая самостоятельная творческая работа художника на Ленинградском фарфоровом заводе им. М. В. Ломоносова (ЛФЗ) была на тему пушкинских сказок. Это роспись большемерной фарфоровой вазы собственной композиции «У лукоморья дуб зелёный» (Фарфор. ЛФЗ. 1946 г.).
В 1946 году, в 20 лет, поступил на факультет архитектурно-художественной керамики в Ленинградское высшее художественно-промышленное училище им. В. И. Мухиной (ныне Санкт-Петербургская государственная художественно-промышленная академия им. А. Л. Штиглица). Учился в одной группе с Ниной Павловной Славиной (Пещеровой), Любовью Родионовной Афанасьевой и Ириной Владимировной Бессоновой (Тверетиновой). Впоследствии их связывала многолетняя совместная работа на Ленинградском фарфоровом заводе им. М. В. Ломоносова и дружба.
В 1954 году окончил училище, получил квалификацию художник декоративно-прикладного искусства. Преподаватели: Мария Петровна Кириллова (роспись по фарфору), Мигунов (керамика, изразцы). Руководитель диплома — заведующий кафедрой керамики и стекла ЛВХПУ им. В. И. Мухиной, преподаватель Марков Владимир Фёдорович. Дипломная работа — скульптурная композиция на тему сказочной былины «Садко» (4 предмета: Садко, Любава (45 см), Морская царица (38 см), Морской царь и парадный столовый сервиз (25 предметов) выполнялись на фарфоровом заводе «Красный фарфорист» (г. Чудово. Новгородская область). Впоследствии парадный сервиз был подарен Председателю Президиума Верховного Совета СССР маршалу К. Е. Ворошилову.

### Ленинградский фарфоровый завод им. М. В. Ломоносова (ЛФЗ)

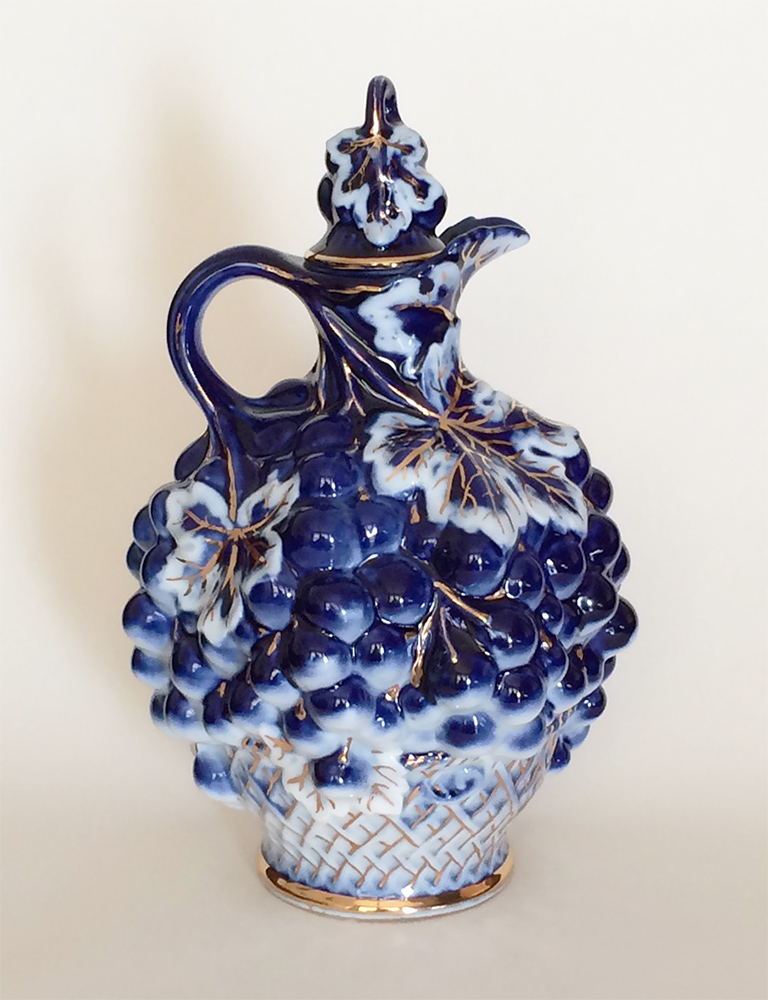
Кувшин для вина «Виноград в корзине». 1954 г. Фарфор.

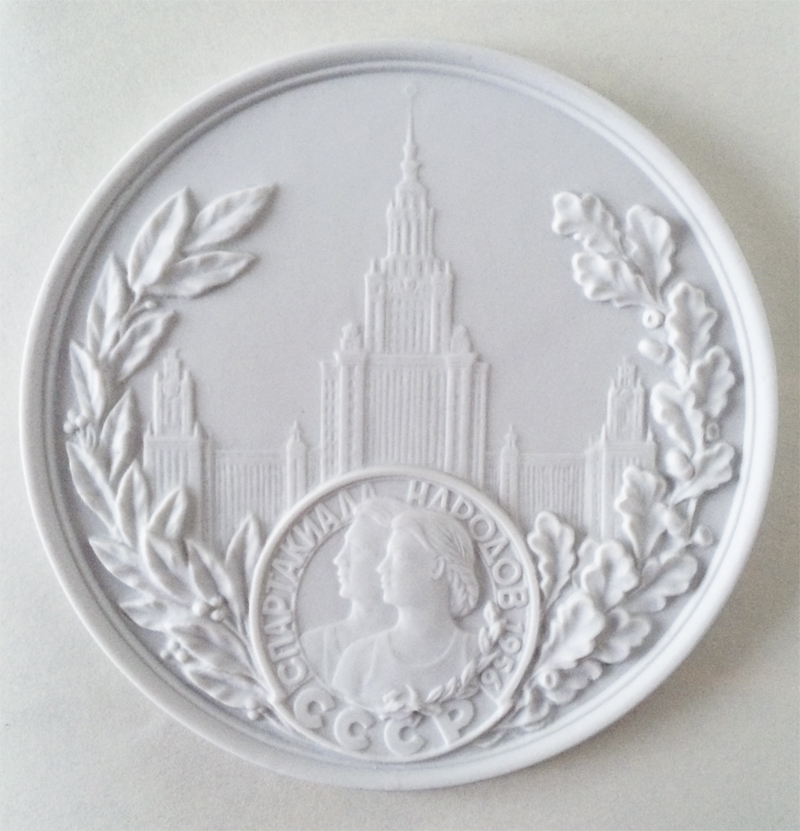
Медаль «Спартакиада народов СССР». 1956 г. Фарфор.

После окончания ЛВХПУ им. В. И. Мухиной, с 1954 по 1957 год работал в художественной лаборатории Ленинградского Фарфорового завода им. М. В. Ломоносова (ЛФЗ) в должности скульптора.
Для творческого периода 1950-х годов характерны богатая детализация, живость композиции, предельная точность изображаемых сюжетов. Уже ранние скульптуры художника эмоционально выразительны, обладают внутренней динамикой и ярким пластическим языком.
В 1954 году создал кувшин для вина «Виноград в корзине» (Елагиноостровский дворец-музей, Санкт-Петербург).
Многие десятилетия этот кувшин выпускается на Ленинградском фарфоровом заводе им. М. В. Ломоносова (ЛФЗ), в том числе и на экспорт.

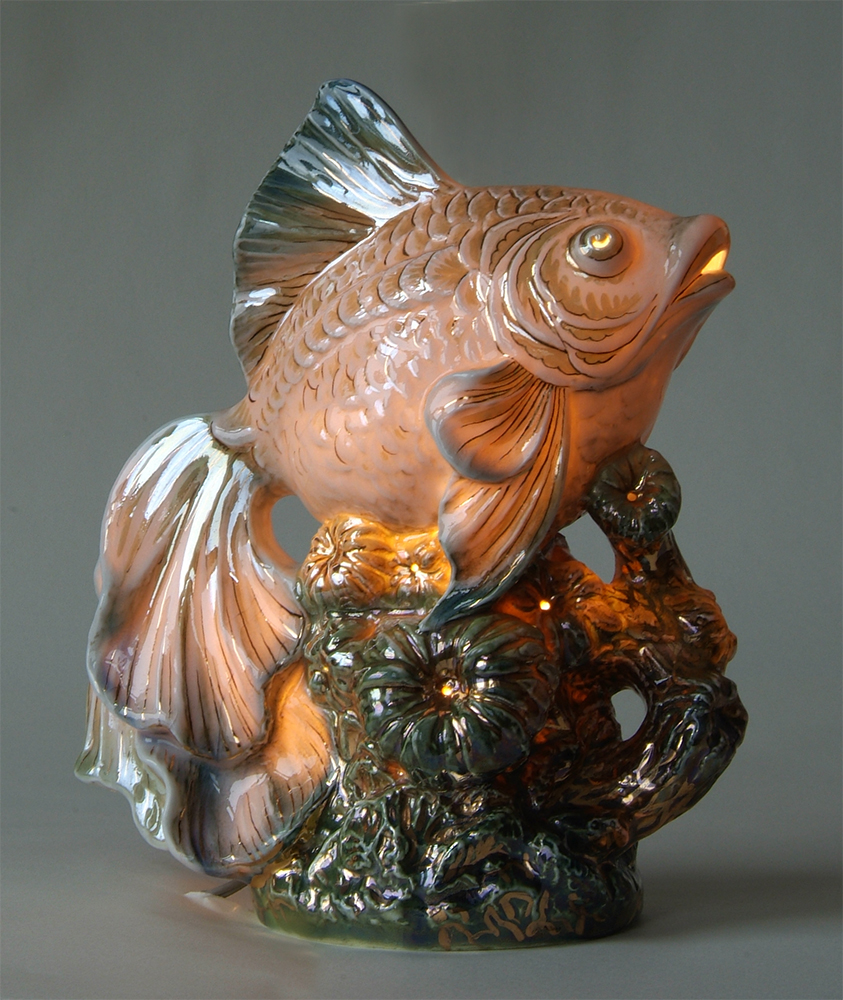
Ночник «Рыбка». 1955 г. Фарфор.

Создал несколько фарфоровых медалей — «Ленинград 250 лет» (1955 г.), «Москва 800 лет» (1955 г.), «Спартакиада народов СССР» (1956 г.).

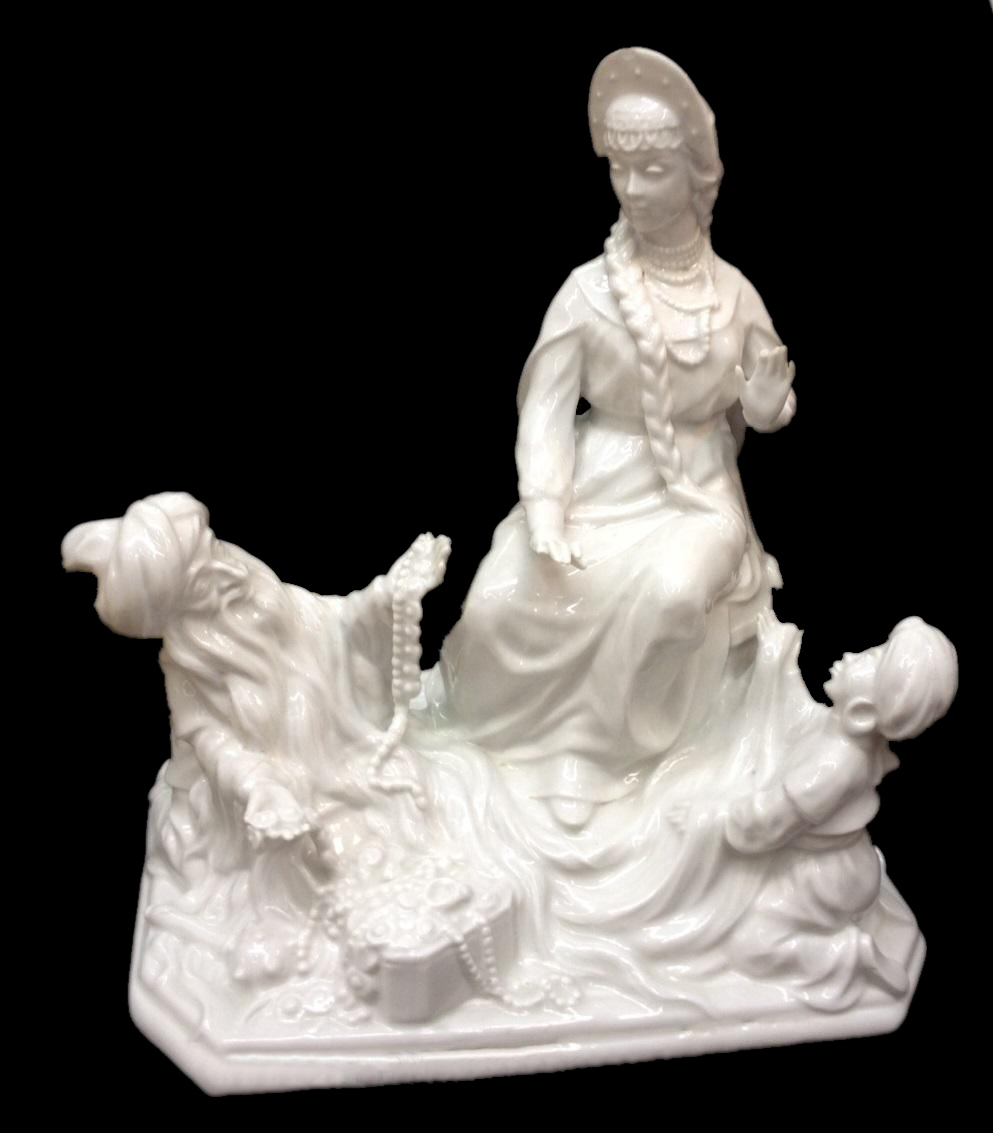
Скульптурная композиция «Людмила, отвергающая дары Черномора». 1956 г. Фарфор.

Продолжая свою любимую тему, создал в фарфоре целую серию скульптур по сказкам. 1955 год — ночник «Рыбка» по сказке А. С. Пушкина «Сказка о рыбаке и рыбке». 1956 год — скульптура «Людмила, отвергающая дары Черномора»; в пластилине — скульптуры «Царевна-Лебедь» и «Руслан, побеждающий Черномора». 1958 год — «Шамаханская царица» из комплекта «Золотой петушок» и шкатулка «Золотой петушок». 1959 год — ликёрный прибор «Клуша» по сказке «Курочка-ряба». Также в 1950-е годы была создана чернильница по сказке Г. Х. Андерсена «Соловей» и пепельница «Рыбка» по сказке А. С. Пушкина «Сказка о рыбаке и рыбке». Для бронницкого фарфорового завода «Пролетарий (Возрождение)» создал макет скульптурной группы «Садко и Волхова».

### Фарфоровый завод «Красный фарфорист»

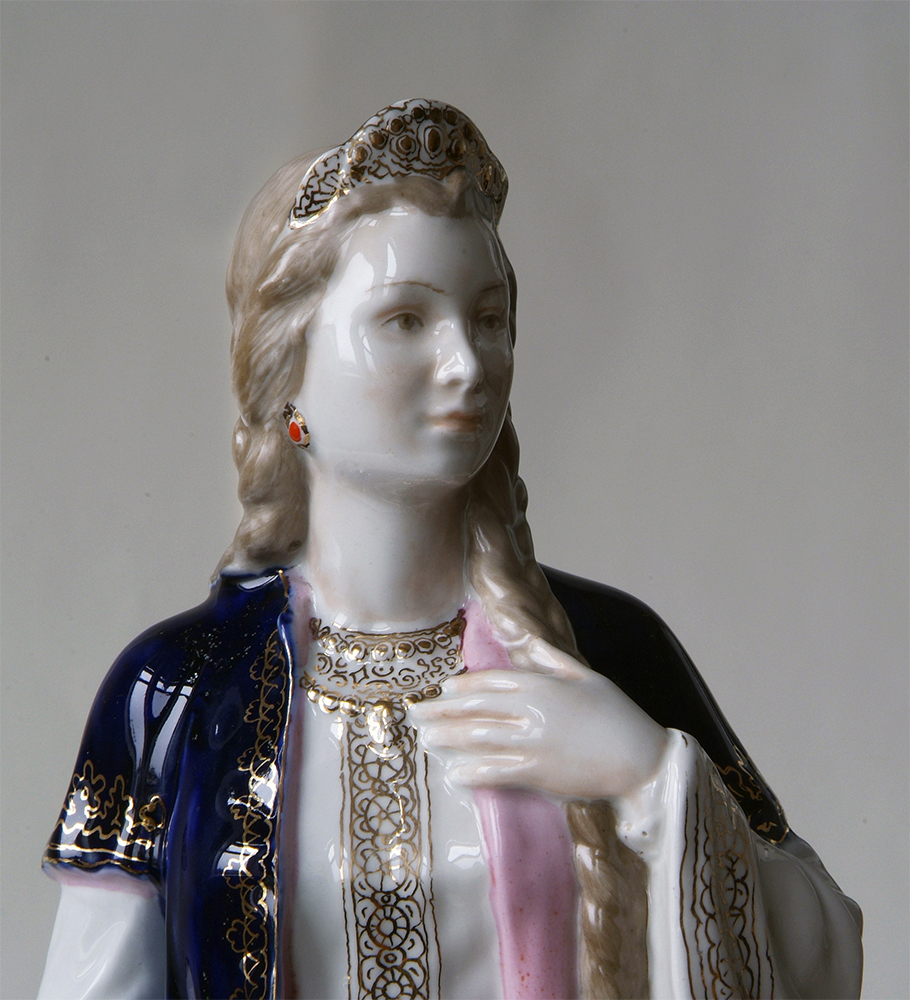
«Любава» (фрагмент). 1954 г. Фарфор.

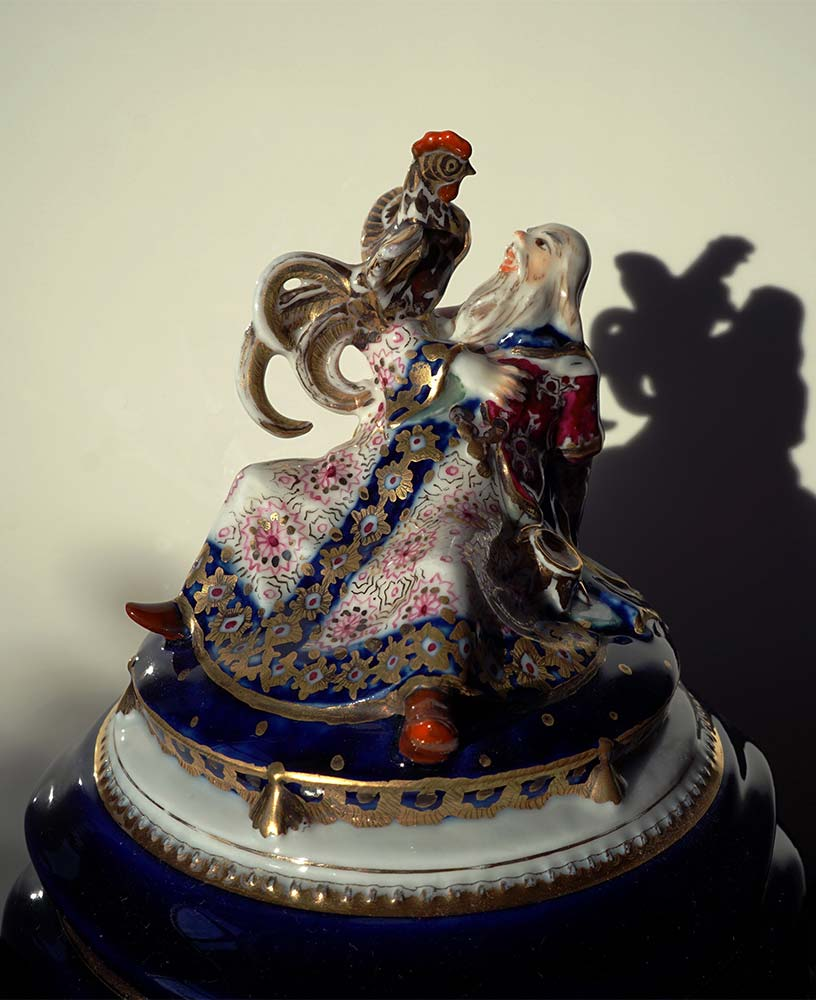
Шкатулка «Золотой петушок» (фрагмент). 1958 г. Фарфор.

В 1957—1963 годах работал на фарфоровом заводе «Красный фарфорист» (г. Чудово, Новгородская область). В работах этого периода прекрасное понимание пластики фарфора, конструктивных и технологических особенностей материала. В 1957 году создал шкатулку «Глобус» (1957 г., посвящена Шестому всемирному фестивалю молодёжи и студентов, проходившему в Москве) и сувенирную шкатулку «Ленинград» с символом Ленинграда на крышке (1957 г.), парные скульптуры «Танцующие матрёшки» (1957 г.), настенную скульптуру «Ласточки» (1959 г.), скульптуру «Голуби» (1958 г.). Эти и многие другие работы художника в течение долгого времени выпускали на заводе. В 1958 году создал чайный сервиз «Дольчатый» с подглазурной росписью «Рыбы».
1 января 1960 года был назначен главным скульптором завода, а 10 сентября 1960 года — начальником художественной лаборатории завода «Красный фарфорист» (г. Чудово, Новгородская область).

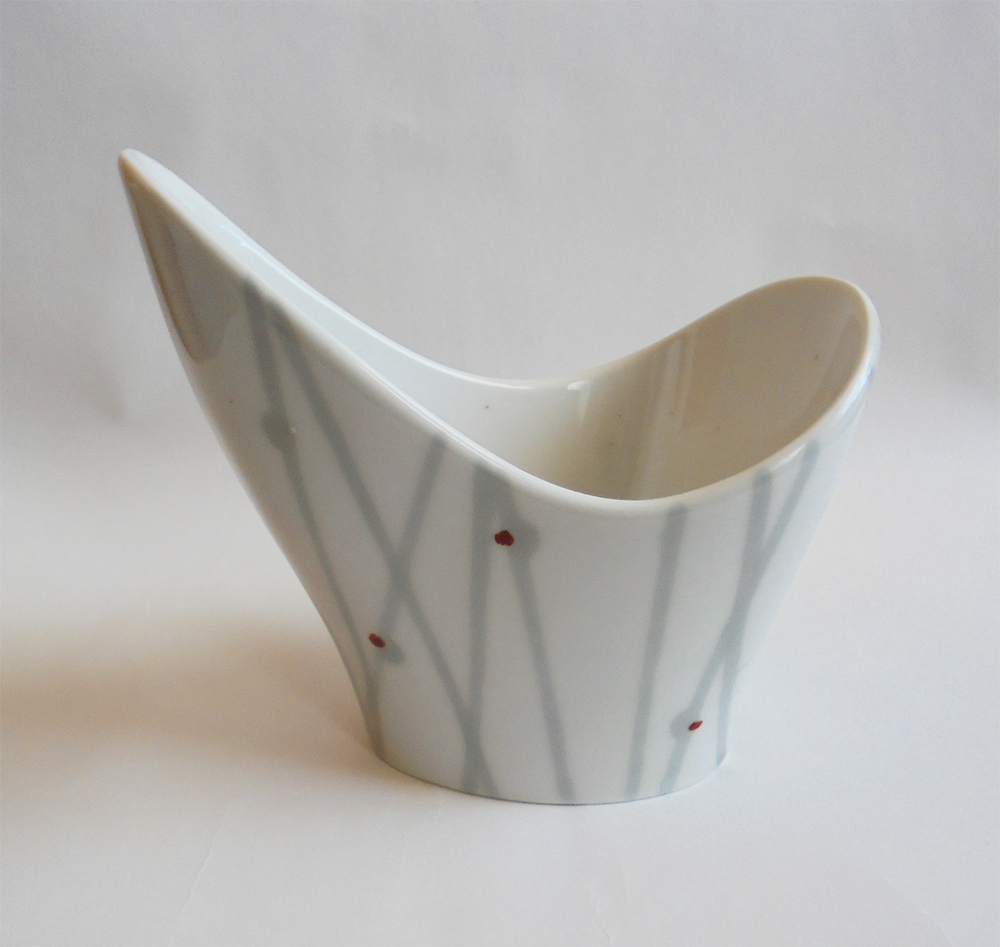
Ваза «Треугольная». 1957-1963 (?) гг. Фарфор.

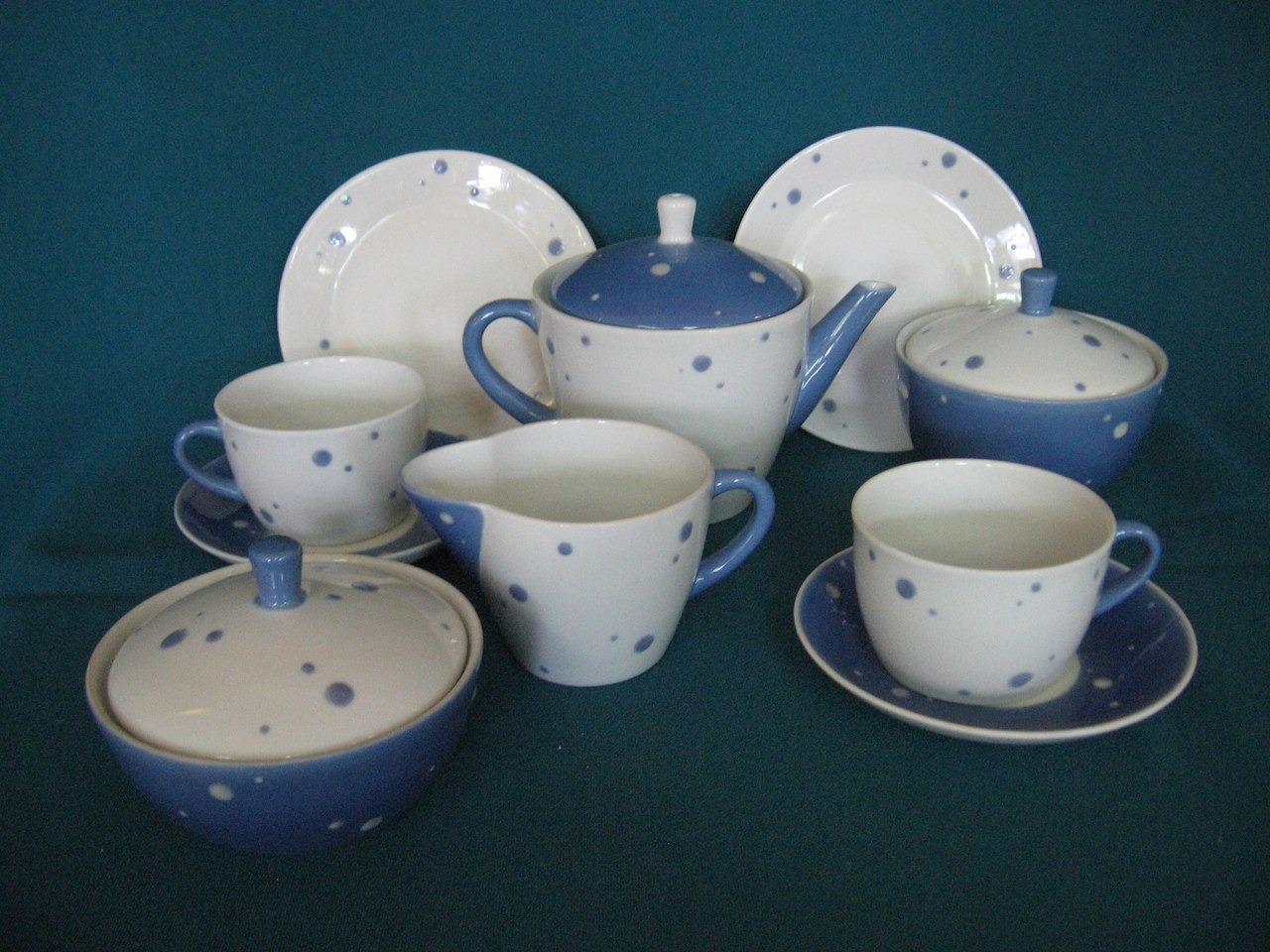
Чайный сервиз «Белая ночь». 1962 г. Фарфор.

В 1960 году участвовал в Первой Республиканской художественной выставке «Советская Россия» (Москва), ставшей одним из крупнейших событий года в советском изобразительном искусстве. На выставке был представлен его ликёрный набор «Клуша» со стопками по русской народной сказке «Курочка-ряба» (1959 г. Фарфор. Роспись надглазурная, позолота).
В 1961 году участвовал в знаменитой выставке «Искусство в быт. Новые образцы изделий художественной промышленности» (Москва, ЦВЗ «Манеж»). На этой выставке получил «Диплом II степени» за чайный сервиз формы «Луковка» (1960 г.).

### Ленинградское объединение по производству фарфоровых изделий им. М. В. Ломоносова
С 1963 года, с образованием Ленинградского объединения по производству фарфоровых изделий им. М. В. Ломоносова (1962 г.), возобновил работу скульптором в художественной лаборатории Ленинградского фарфорового завода им. М. В. Ломоносова (ЛФЗ).

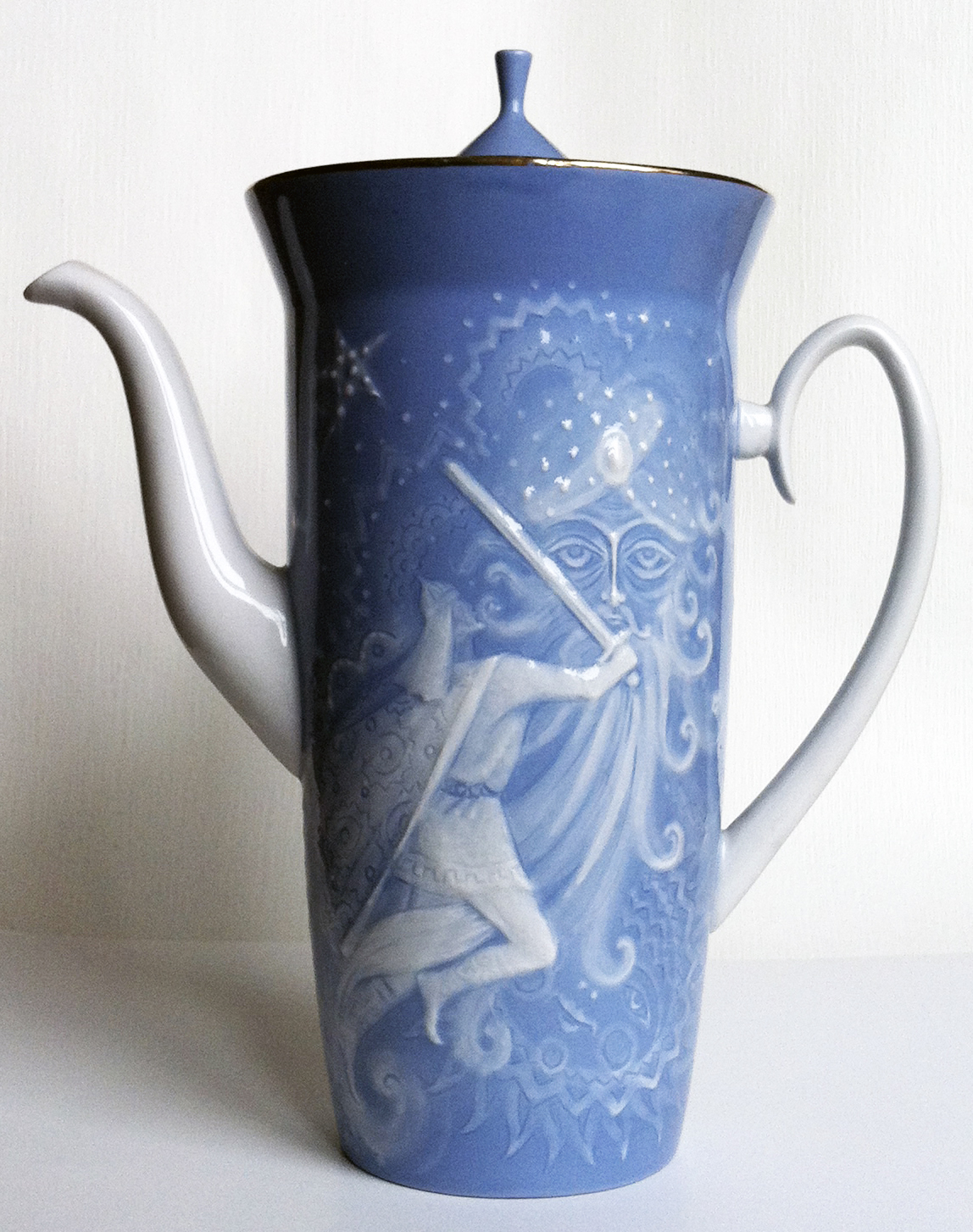
Кофейник «Руслан, побеждающий Черномора». Фарфор. Техника «pate-sur-pate». 1969 (?) г.

Разрабатывал образцы изделий для заводов, входящих в объединение: сервиз «Первомайский» (1967 г.), макет скульптурной группы «Садко и Волхова» для завода «Пролетарий (Возрождение)» (п. Бронницы (Пролетарий), Новгородская область), создавал изделия для завода «Стройфаянс» (г. Ленинград).

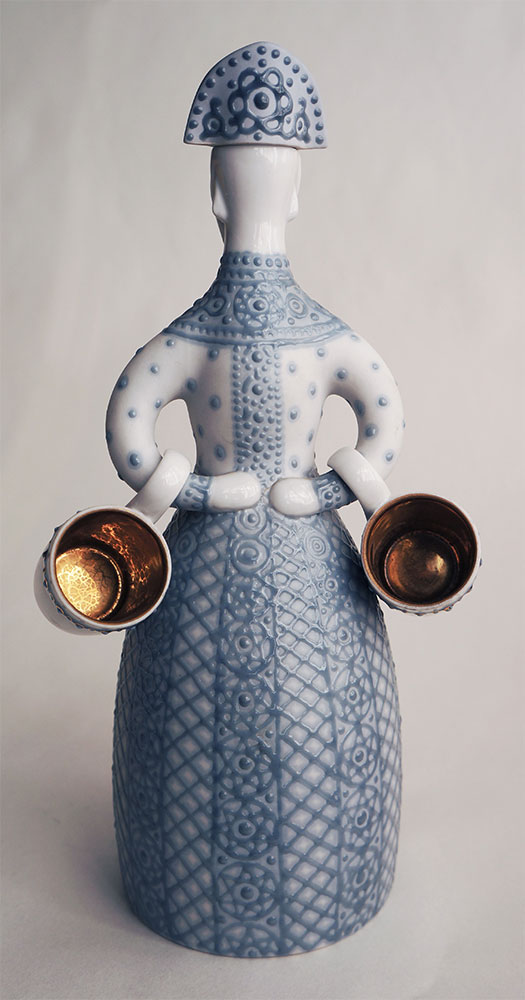
Графин «Девица с вёдрами». Форма «Матрёшка» 1966 г. Роспись глазурью по бисквиту. Фарфор.

 Продолжал создание новых форм для производства Ленинградского фарфорового завода им. М. В. Ломоносова (ЛФЗ). В 1964 году на Зональной выставке «Ленинград» было представлено 7 вариантов росписи сервиза формы «Волхов», созданного художником в 1963 году. Авторы росписи, художники Ленинградского Фарфорового завода им. М. В. Ломоносова (ЛФЗ): И. В. Бессонова, С. П. Богданова, Л. Ф. Орлова, Ю. В. Охотина, Н. М. Павлова, Е. Г. Фирсова.

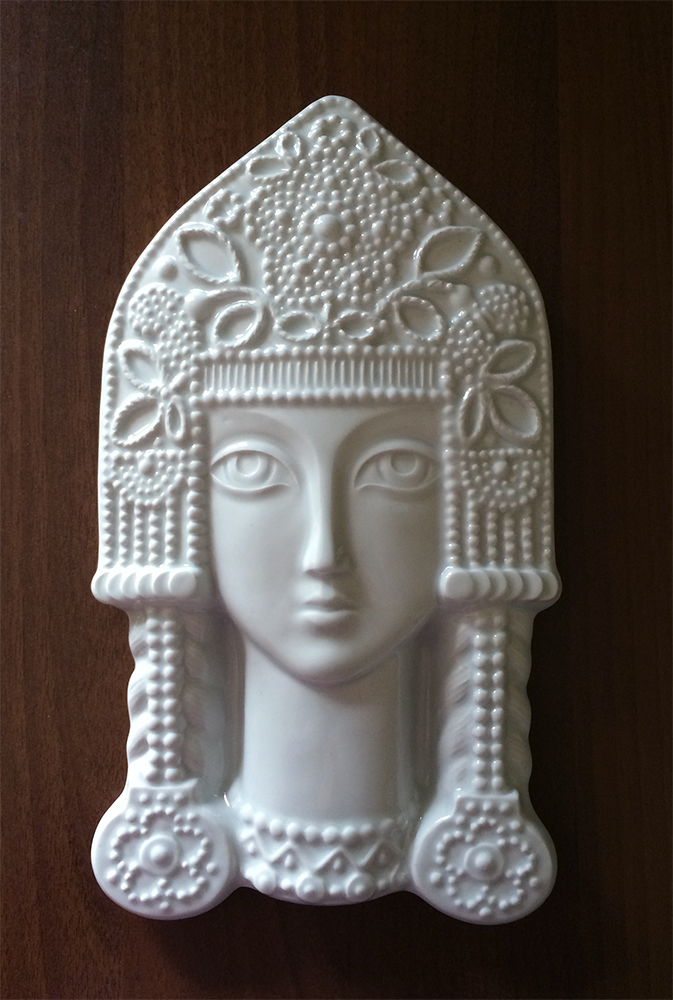
Настенная скульптура «Людмила» из комплекта «Руслан и Людмила». 1960-е гг. Фарфор.

В это же время художник продолжил работать над своей любимой темой — былины, сказки, народные мотивы. Им были созданы: комплект графинов со стопками «Руслан и Людмила» (Фарфор и майолика. 1966 г. Фарфоровый вариант выпускался на Ленинградском фарфоровом заводе им. М. В. Ломоносова (ЛФЗ), в том числе и на экспорт), настенные скульптуры «Руслан и Людмила» (Фарфор и майолика. 1960-е гг.), подарочный комплект графинов «Василиса Прекрасная и Иван Царевич» (Фарфор. 1963—1969 гг. (?)), подарочный комплект графинов «Василиса Прекрасная и Иван Царевич» (Второй вариант. Фарфор. 1970 г.), кофейник «Руслан, побеждающий Черномора» на тему сказки А. С. Пушкина «Руслан и Людмила» (Форма «Ярославна». Фарфор, техника «pate-sur-pate». 1969 г. (?)), Сервиз «Терем-терем-городок» (Фарфор. 1967 г.), Сервиз чайный «Праздник русской зимы» (Фарфор. 1967 г. Государственный музей истории Санкт-Петербурга). В этих работах соединилось новаторство и дух времени 1960-х годов, романтизм и поэтичность лучших образцов русского народного творчества. 

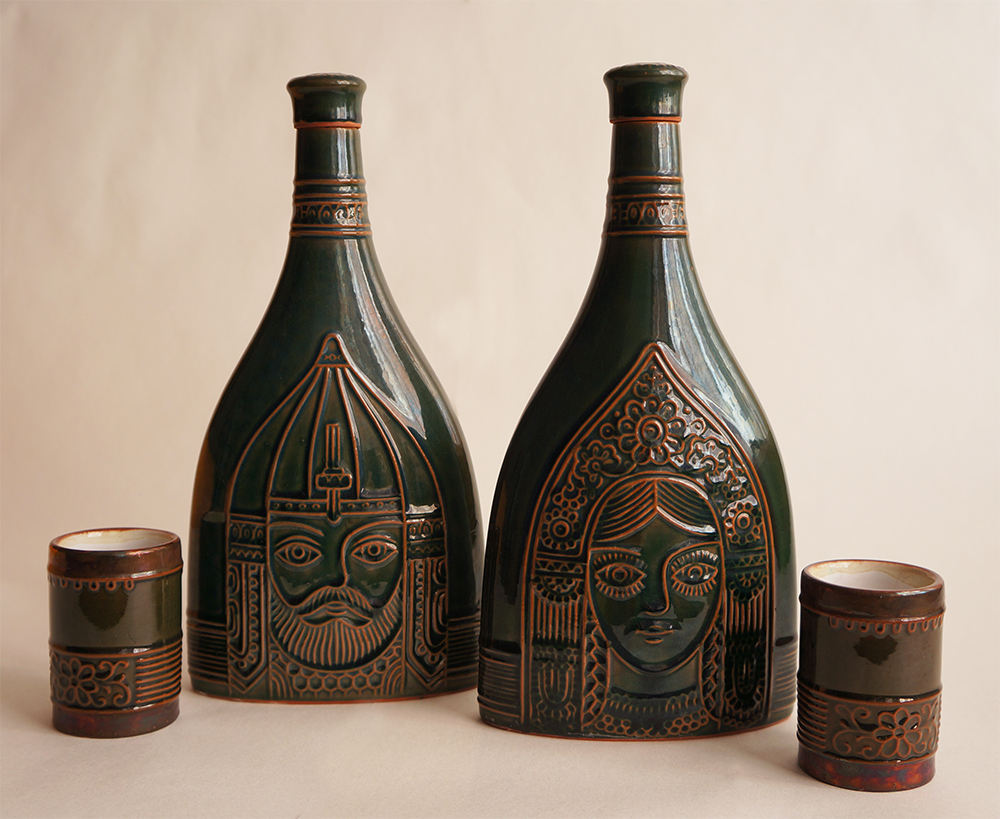
Комплект графинов «Руслан и Людмила». 1966 г. Майолика.

В 1966 году, в поисках обобщённого образа героини славянских былин и сказок, Б. Д. Быструшкин создал графин «Матрёшка». Чистота формы дала простор для фантазии Быструшкина-живописца. Известно три варианта авторской росписи графина. Один из них, «Девица с вёдрами», расписанный глазурью по бисквиту. Это уникальная техника, требующая от художника навыка и особой твердости руки. При её выполнении чрезвычайно важно добиться равномерной и тонкой линии из глазури на протяжении всего рисунка. Малейшая неточность может перечеркнуть многодневный кропотливый труд. Орнамент из глазури дополнен голубой солью, ведёрки — позолотой. Два других варианта авторской росписи — это графин «Красный сарафан» (фарфор, селен, позолота, цировка) — экспонировался на Осенней выставке ленинградских художников (Ленинград. 1967 г.), выпускается заводом в течение многих десятилетий, и графин из голубого фарфора, расписанный в технике «pate-sur-pate» с позолотой. Форма «Матрёшка» привлекала и других художников. Известны росписи художниц Ленинградского Фарфорового завода им. М. В. Ломоносова (ЛФЗ) Л. Ф. Орловой с цветочным орнаментом и роспись под названием «Франтиха» Т. Н. Безпаловой-Михалёвой. Наряд «Франтихи» художница украсила своими любимыми цветами — неувядающими розами.

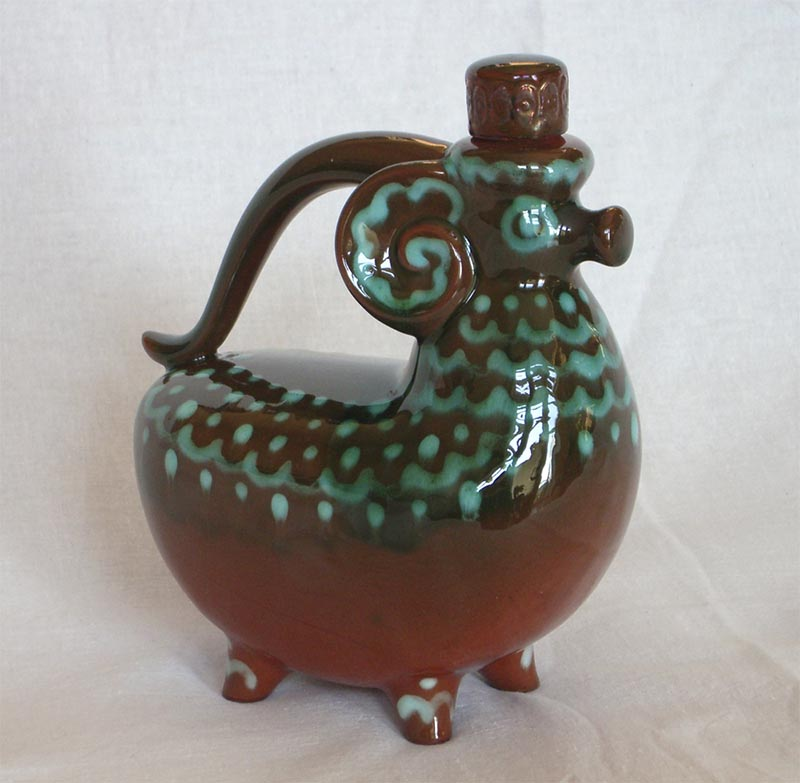
Графин «Барашек». 1972 г. Майолика.

В ноябре 1968 года по решению художественного совета Ленинградского Фарфорового завода им. М. В. Ломоносова (ЛФЗ) Б. Д. Быструшкин получил звание «Старший художник».

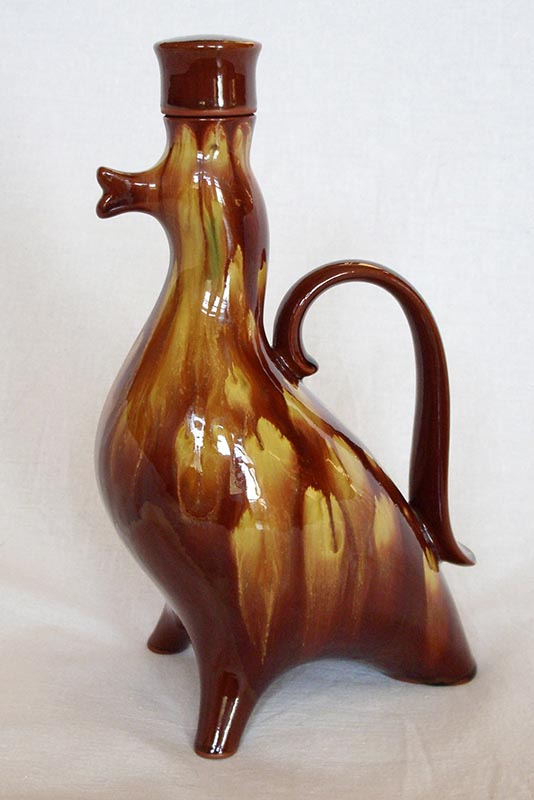
Графин «Птица». 1972 г. Майолика.

С 1964 года, параллельно с работой в фарфоре, начался творческий период работы художника с майоликой. В 1964—1972 годах художник выезжал в творческие командировки на Сланцевский майоликовый завод (г. Сланцы, Ленинградская область), где изучал технологию майоликового производства. Создал большое количество изделий для Сланцевского майоликового завода (г. Сланцы, Ленинградская область). В произведениях Б. Д. Быструшкина из майолики соединились мягкость линий, тонкий рельефный декор, богатство форм и многоцветие красок. Созданные им уникальные произведения из майолики функциональны, а своим колоритом и разнообразием вносят в интерьер неповторимую ноту, сохраняя в массовых изделиях след руки художника.
В 1971 году Художественный совет Ленинградского Фарфорового завода им. М. В. Ломоносова (ЛФЗ) утвердил на «Отлично» форму и поливы сервиза «Чайный» (экспериментальная работа). Майолика. Сланцевский майоликовый завод (г. Сланцы, Ленинградская область). А в 1974 году — с отличной оценкой сервизы формы «Нарва» (Сланцевский майоликовый завод (г. Сланцы, Ленинградская область)): «Вечер», «Песчаный берег», «Букет», «Плетёнка», «Горошек».
Сервизы Б. Д. Быструшкина из майолики были настолько популярны, что в 1970 году директор завода «Керамит» (г. Дно, Псковская область), А. Чернокожев, обратился с письмом к руководству Ленинградского фарфорового завода им. М. В. Ломоносова оказать помощь в освоении сервиза «Славянский» (1968 г.), разработанный художником для майоликового производства города Сланцы, Ленинградской области и разрешить им выпуск этого сервиза.

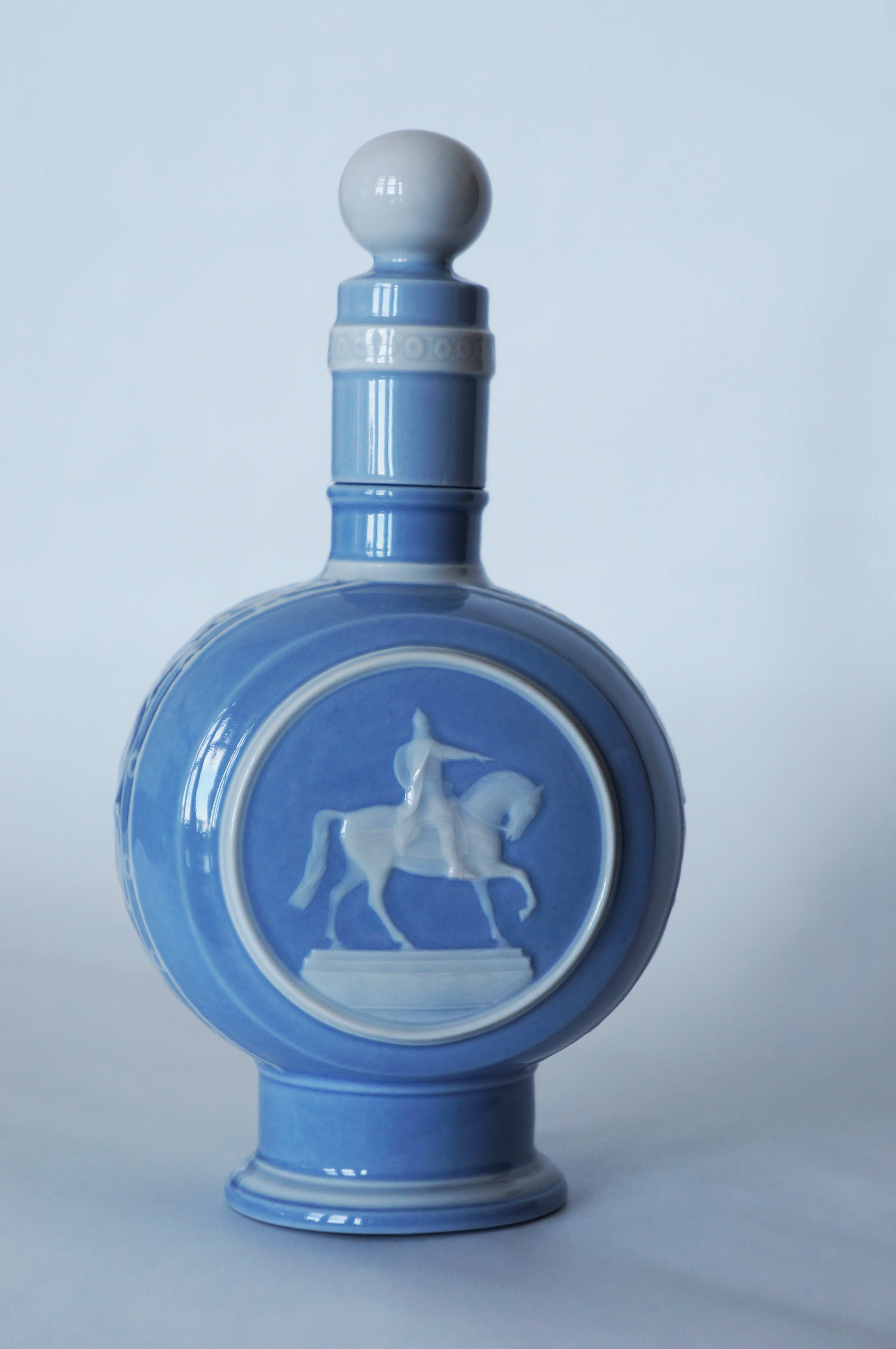
Штоф сувенирный «Юрий Долгорукий». 1975 г. Фарфор. Техника «pate-sur-pate».

В 1974 году Б. Д. Быструшкин участвовал во Всесоюзной Выставке достижений народного хозяйства (ВДНХ СССР).

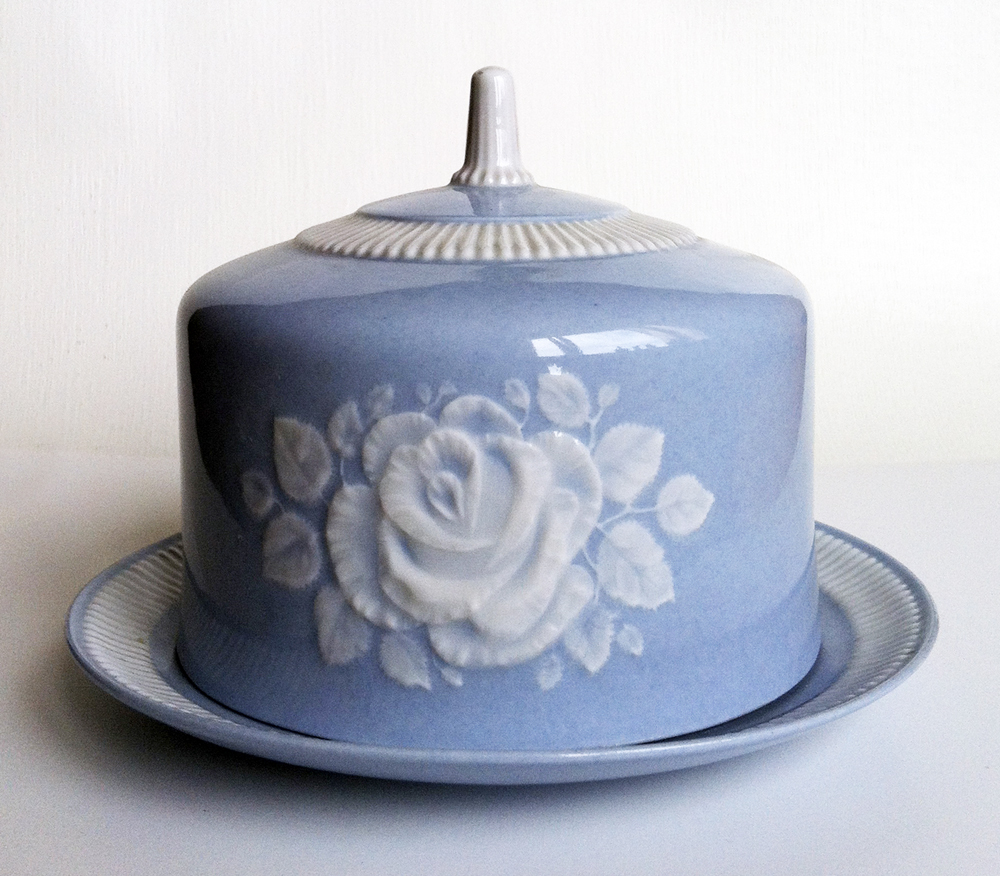
Сырница из чайного сервиза. Форма «Рельефный». 1975 г. Фарфор. Техника «pate-sur-pate».

В 1975 году подготовил для производства созданный ранее сервиз формы «Рельефный». Массовый выпуск этого сервиза на Ленинградском фарфоровом заводе им. М. В. Ломоносова (ЛФЗ) начался в декабре 1975 года, когда в производство был передан чайный сервиз «Июнь», в росписи художницы С. П. Богдановой. Форма «Рельефная» была любима и расписывалась многими художниками Ленинградского фарфорового завода им. М. В. Ломоносова (ЛФЗ): Т. Н. Безпаловой-Михалёвой, Л. К. Блак, С. П. Богдановой, Л. И. Григорьевой, Н. Б. Гусевой, К. Г. Косенковой, Л. Ф. Орловой, Н. М. Павловой, Л. В. Протопоповой, А. Н. Семёновой.

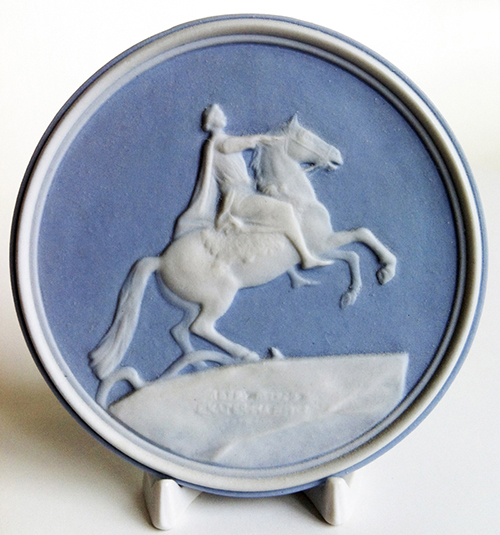
Сувенирная плакетка «Медный всадник». 1975 г. Фарфор. Техника «pate-sur-pate».

В 1970-е годы Б. Д. Быструшкин много работал в технике «pate-sur-pate». Расписывал в этой технике сервизы собственных форм, бокалы, мелкую пластику. В 1974 году на Ленинградском фарфоровом заводе им. М. В. Ломоносова (ЛФЗ) начал создавать сувенирную серию рельефных плакеток, посвящённых Ленинграду, сувенирные рельефные вазы и штофы, посвящённые Ленинграду и Москве. Классическое сочетание белого и голубого фарфора придаёт графичность тонко исполненным рельефам. А самим произведениям — парадность и лёгкость.

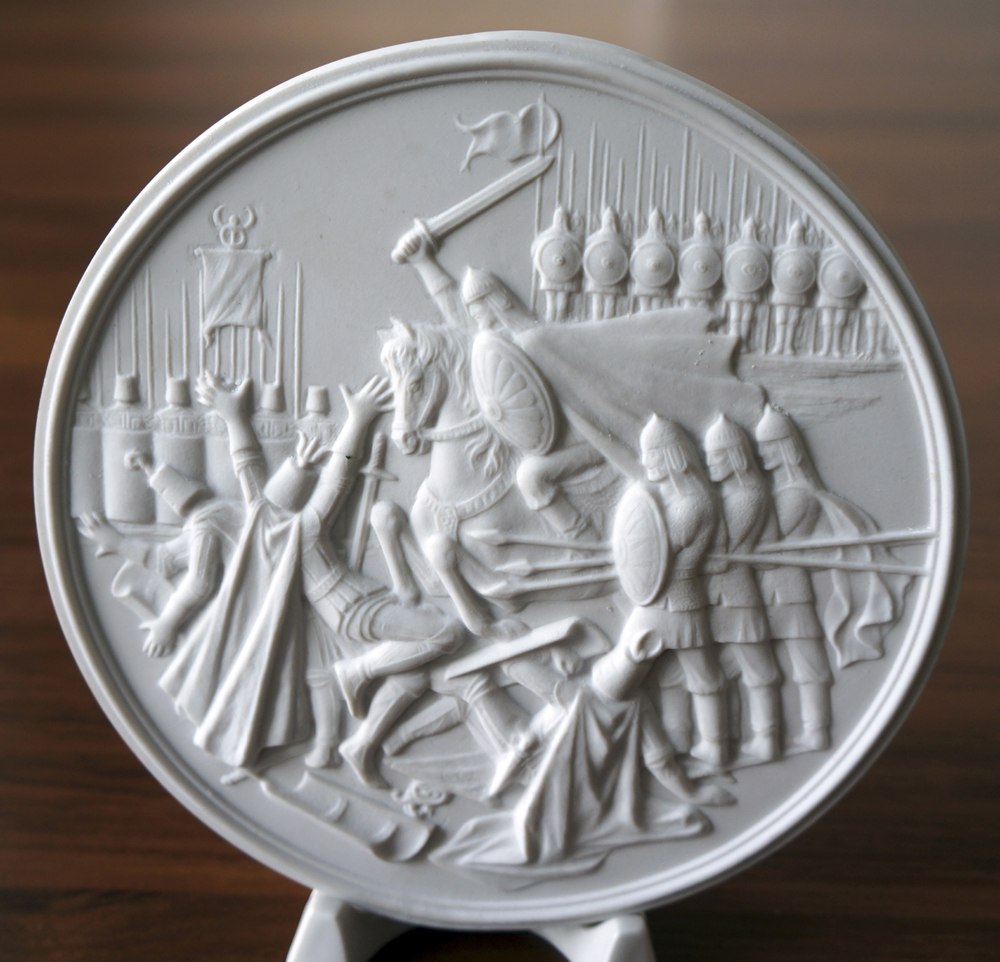
Плакетка «Ледовое побоище» из серии «Салют победам российским (Непобедимые)». 1977 г. Фарфор.

В 1975 году участвовал в Пятой Республиканской художественной выставке «Советская Россия», на которой были представлены плакетки из серии «Ленинград» и декоративная ваза «Память», созданная художником к 30-летию победы в Великой Отечественной войне.
В 1977 году создал рельефные кубки для «Олимпиады-80»: «Волейбол», «Борьба», «Баскетбол» и сувенирную вазу «Москва» с эмблемой «Олимпиады-80».
Искренняя и глубокая любовь к Родине проявилась в его последних работах — серии из пяти рельефных плакеток «Салют победам российским (Непобедимые)» и в гипсовом рельефном панно «Казанский собор» (46 х 30 см, не сохранился).
Работы Бронислава Дмитриевича Быструшкина находятся в Государственном Эрмитаже (Санкт-Петербург), Государственном Русском музее (Санкт-Петербург), Государственном музее истории Санкт-Петербурга (Санкт-Петербург), Государственном музее-заповеднике «Павловск», Государственном центральном музее современной истории России (Москва), Елагиноостровском дворце-музее (Санкт-Петербург), Сергиево-Посадском Государственном историко-художественном музее-заповеднике, в частных собраниях.

## Места работы
- Ленинградский фарфоровый завод им. М. В. Ломоносова — с 1 августа 1954 года по 3 мая 1957 года.
- Завод «Красный фарфорист» (г. Чудово, Новгородская область) — с 8 мая 1957 года по 1 января 1963 года.
- Ленинградский фарфоровый завод им. М. В. Ломоносова — с 18 января 1963 года по 19 ноября 1977 года.

## Творческие командировки
- 1963 год — Дмитровский фарфоровый завод (п. Вербилки, Талдомский р-н, Московская область).
- 1964 год — Конаковский фаянсовый завод им. М. И. Калинина (г. Конаково, Тверская область).
- 1967 год — Рижский фарфорофаянсовый завод (п. Дзинтари, Латвия).
- 1964—1973 годы — Сланцевский майоликовый завод (г. Сланцы, Ленинградская область).

## Список произведений

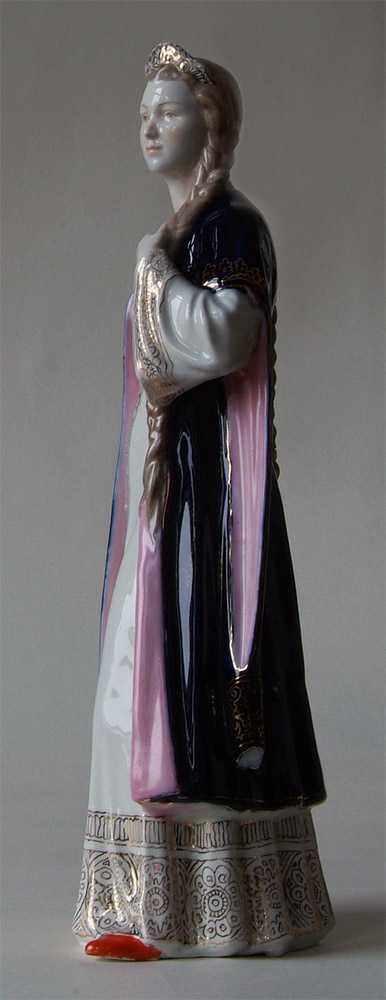
«Любава». 1954 гг. Фарфор.

1954 год — Дипломная работа — парадный столовый сервиз (25 предметов). Фарфор. Позолота.
1954 год — Дипломная работа — скульптурная композиция на тему былины «Садко» (4 предмета — Любава, Садко (выпускался в массовом производстве фарфорового завода «Красный фарфорист» (г. Чудово), Морская царевна, Морской царь). Фарфор.
1954 год — Графин для вина «Виноград в корзинке». Фарфор. Роспись подглазурная. Позолота. ЛФЗ. Елагиноостровский дворец-музей.
1955 год — Пепельница «Рыбка». Фарфор. ЛФЗ. (Рекомендована к массовому производству Худ. совет. 1955 г.).
1955 год — Ночник «Рыбка». Фарфор. Роспись подглазурная. Люстр. Позолота. ЛФЗ.
1955 год — Медаль юбилейная «Ленинграду 250 лет». Фарфор. Рельеф. ЛФЗ. (Рекомендована к массовому производству с доработкой. Худ. совет 1955 г.).
1955 год — Медаль юбилейная «Москва — 800 лет» Фарфор. Рельеф. ЛФЗ. (Рекомендована к массовому производству. Худ. совет 1955 г.).
1956 год — Медаль «Спартакиада 1956». Фарфор. Рельеф. ЛФЗ.
1956 год — Скульптура «Людмила, отвергающая дары Черномора». Фарфор. ЛФЗ.
1956 год — Скульптура «Руслан, побеждающий Черномора». Пластилин. ЛФЗ.
1956 год — Скульптура «Царевна-Лебедь». Пластилин. ЛФЗ.

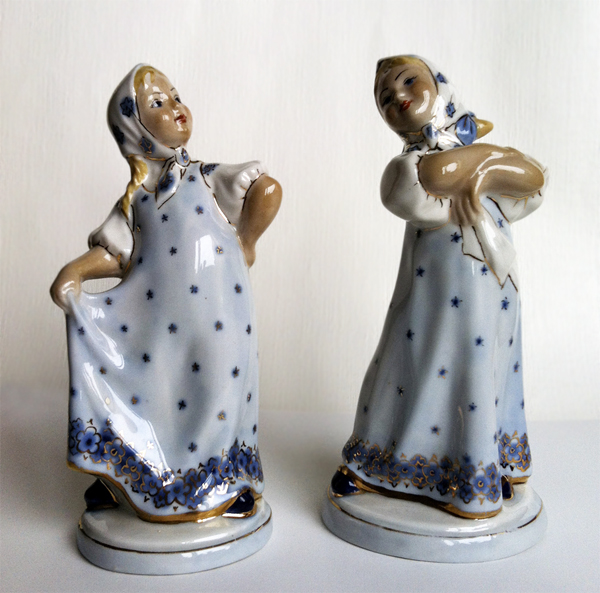
Парные скульптуры «Танцующие матрёшки». 1957 г. Фарфор.

1957 год — Сувенирная шкатулка «Глобус». Фарфор. Роспись полихромная. Позолота. (Массовое производство. Завод «Красный фарфорист» (г. Чудово, Новгородская область).
1957 год — Сувенирная шкатулка «Ленинград». Фарфор. Позолота. Завод «Красный фарфорист» (г. Чудово, Новгородская область).
1957—1963 гг. — Сувенирная шкатулка «Юрий Долгорукий». Фарфор. Завод «Красный фарфорист» (г. Чудово, Новгородская область).
1957 год — Парные скульптуры «Танцующие матрешки». Фарфор. Завод «Красный фарфорист» (г. Чудово, Новгородская область). Выставка «Новгородский фарфор. Ушедшие страницы» (Великий Новгород. 2014 год).
1957 год — Напольная ваза в честь запуска первого искусственного спутника Земли. Фарфор. Завод «Красный фарфорист» (г. Чудово, Новгородская область).
1958 год — Сервиз чайный «Рыбы». Форма «Дольчатая». Фарфор. Роспись подглазурная. Позолота. Завод «Красный фарфорист» (г. Чудово, Новгородская область).
1958 год — Скульптура «Шамаханская царица» из комплекта «Золотой петушок». Фарфор.
1958 год — Шкатулка «Золотой петушок». Фарфор.

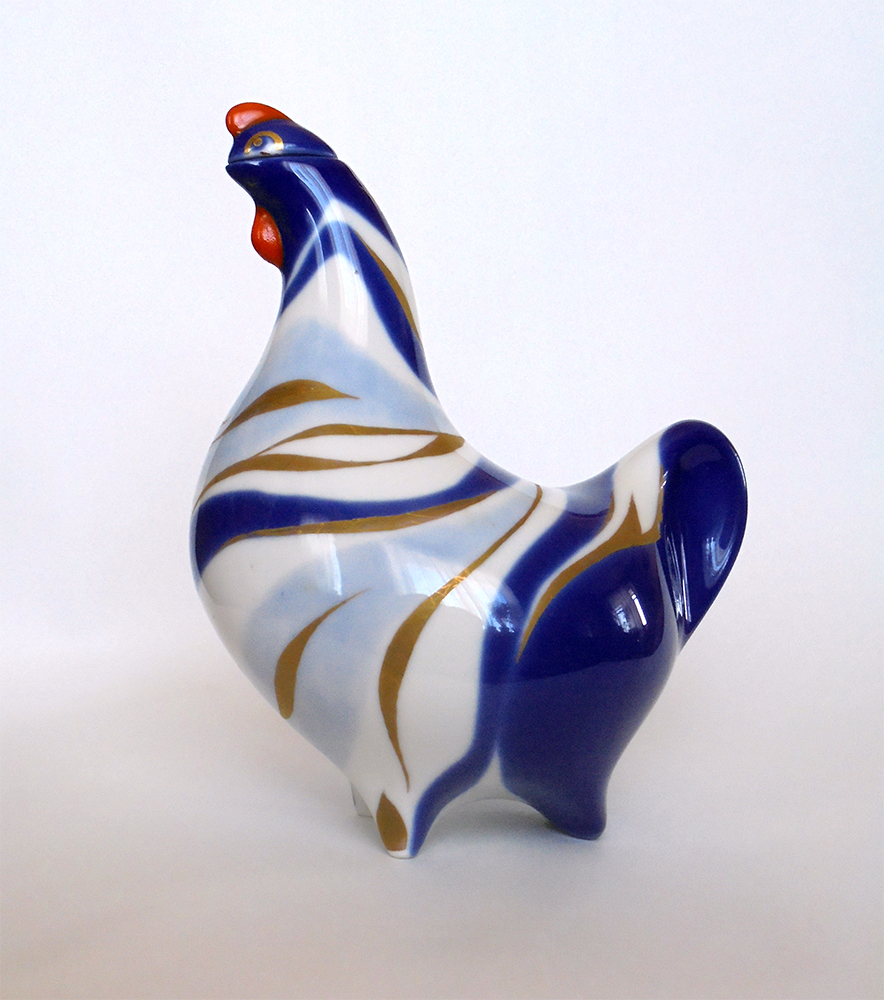
Графин «Клуша» из ликёрного набора. 1959 г. Фарфор.

1958 год — Скульптура «Голуби». Фарфор. Глазурь. Бисквит. Роспись подглазурная. Завод «Красный фарфорист» (г. Чудово, Новгородская область). Выставка «Новгородский фарфор. Ушедшие страницы» (Великий Новгород. 2014 год).
1959 год — Настенная скульптура «Ласточки». Фарфор. Роспись подглазурная. Позолота. Завод «Красный фарфорист» (г. Чудово, Новгородская область).
1959 год — Ликёрный прибор «Клуша» со стопками. Фарфор. Первая республиканская художественная выставка «Советская Россия» (Москва. 1960 год).
1960 г. — Сервиз чайный «Луковка» (начал в 1959 году). Фарфор. Завод «Красный фарфорист» (г. Чудово, Новгородская область). Диплом Второй степени. Выставка «Искусство в быт» (Москва. 1961 год).
1962 г. — Сервиз чайно-кофейный «Белые ночи». Форма «Простая». Фарфор. Республиканская выставка декоративно-прикладного искусства (Ленинград. 1963 год).
1963 г. — Сервиз чайный «Волхов (Волховский)». Фарфор. Зональная выставка «Ленинград». (Ленинград. 1964 год). Вторая Республиканская художественная выставка «Советская Россия». (Москва. 1965 год). Гос. Эрмитаж, Санкт-Петербург.
1963 г. — Ваза «Строчная». Фарфор. Зональная выставка «Ленинград». (Ленинград. 1964 год).
1964 г. — «Кухонный комплект». Фарфор.

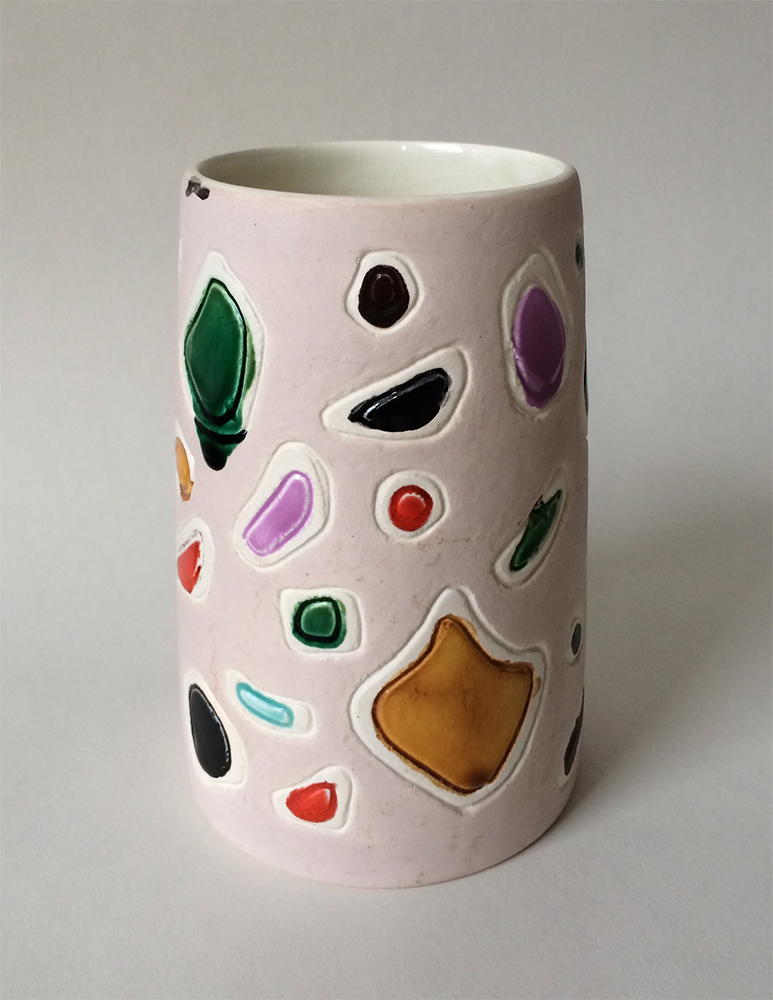
Ваза. 1964 г. Фаянс.

1964 г. — Чайный сервиз «Дачный (Утренний)». Фаянс. Весенняя выставка ленинградских художников 1965 год. Конаковский фаянсовый завод им. М. И. Калинина (г. Конаково, Тверская область).
1964 г. — Пепельница «Рыбка». Майолика. Сланцы.
1964 г. — Ваза. Фаянс. Конаковский фаянсовый завод им. М. И. Калинина (г. Конаково, Тверская область).
1964 г. — Прибор для специй. Фаянс. Конаковский фаянсовый завод им. М. И. Калинина (г. Конаково, Тверская область).
1964 г. — Кувшин для молока на 1 литр. Фарфор.
1965 г. — Сервиз чайно-кофейный «Псковский (Псковитянка)». Майолика. Сланцы.
1965 г. — Сервиз «Вечерний». Майолика. Сланцы. Коричневая полива с красными крышками. Осенняя выставка ленинградских художников (Ленинград. 1965 год).
1965 г. — Кухонная посуда. Майолика в светлых тонах. Сланцы.
1965 г. — Кашпо «Карельские». Малое, среднее, большое. С рельефным рисунком. Майолика. Сланцы.

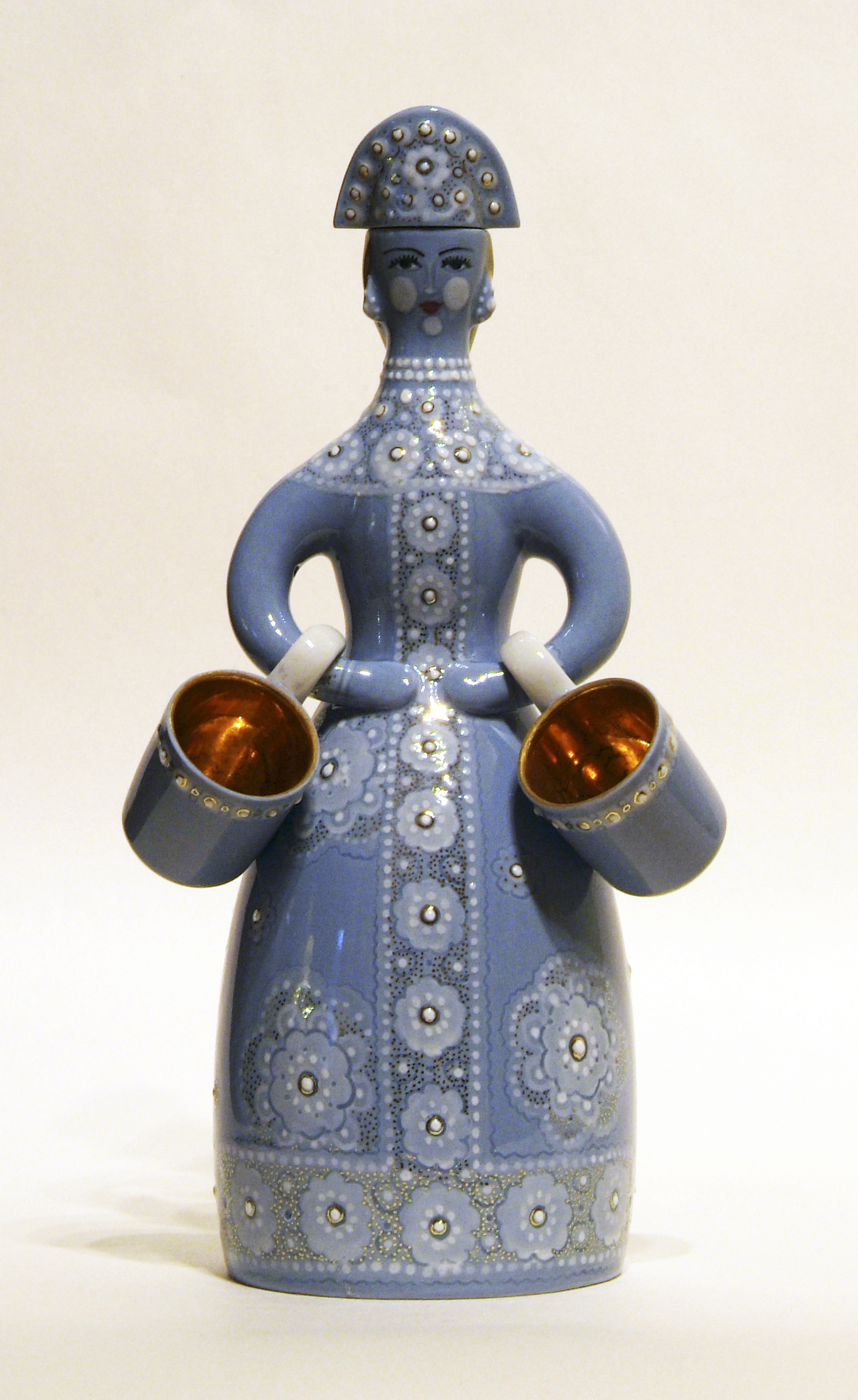
Графин форма «Матрёшка (Девица с вёдрами)». 1966 г. Фарфор.

1966 г. — Чайный сервиз «Дачный-Сланец». Майолика. В коричневой поливе. Красно-кирпичный с кобальтовым ангобом — фризовый рисунок. Зелёный с кобальтовым ангобом и с рельефом в зелёной поливе. Майолика. Сланцы. Осенняя выставка ленинградских художников (Ленинград. 1966 год).
1966 г. — Комплект графинов «Руслан и Людмила». Майолика. Сланцы.
1966 г. — Комплект графинов «Руслан и Людмила». Фарфор. Роспись селеном. Позолота. ЛФЗ. (Выпускался на ЛФЗ, в том числе и на экспорт).
1966 г. — Графин форма «Матрёшка». Фарфор. ЛФЗ.
1966 г. — Пепельница круглая выполнена в разных поливах. Майолика. Сланцы.
1966 г. — Кружка для молока. Майолика. Сланцы.
1966 г. — Ликёрники по 150 грамм: «Круглый» и «Грузинский». Майолика. Сланцы.
1967 г. — Кофейный сервиз «Дачный-Сланец». Майолика. Сделан в Риге. В зелёной поливе. Майолика. Сланцы. Принят в комбинат.
1967 г. — Сервиз «Терем-терем-городок». Фарфор. Выставка «Декоративно-прикладное искусство» (Москва. 1967 г.).
1967 г. — Сервиз чайный «Праздник русской зимы». Фарфор. Роспись подглазурная. Позолота. Цировка. ЛФЗ. Государственный Музей истории Санкт-Петербурга.
1967 г. — Ваза «Огни строек». Фарфор. Роспись подглазурная.

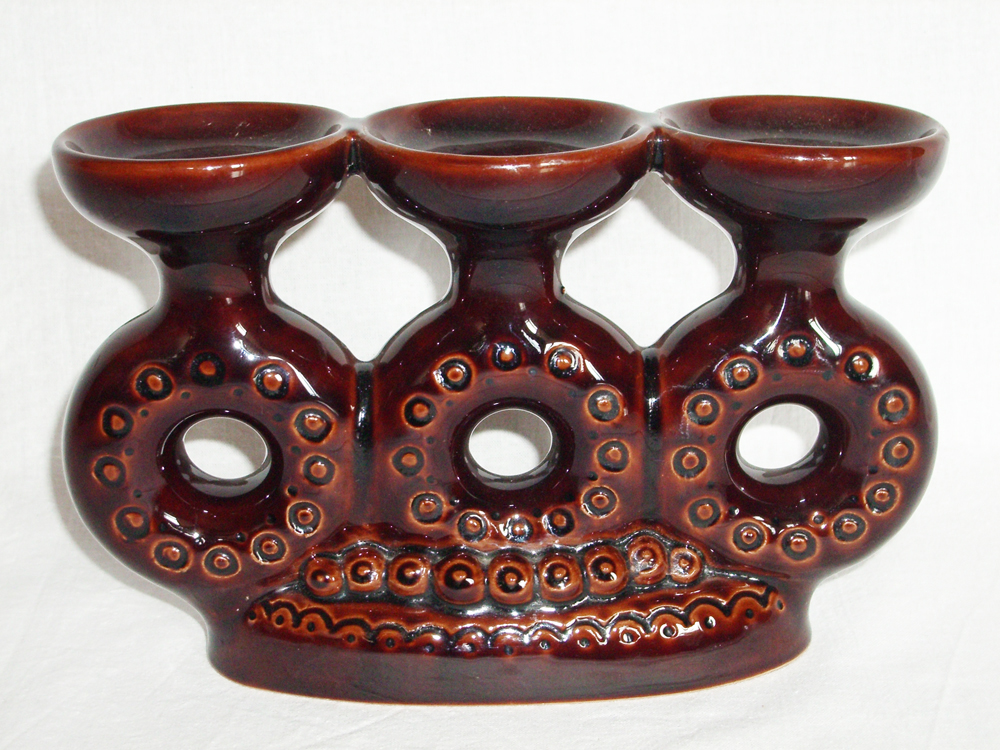
Тройной подсвечник. 1968 г. Майолика.

1967 г. — Юбилейная медаль к 50-летию Октябрьской революции «Слава Октябрю — 1917—1967». Фарфор. Бисквит. Рельеф. ЛФЗ.
1967 г. — Сервиз «Первомайский». Фарфор. Ленинградский фарфоровый завод «Пролетарий».
1968 г. — Чайный сервиз «Славянский». Майолика. Сланцы. Входят Вазочка и Подсвечник.
1968 г. — Тройной подсвечник. Майолика. Сланцы.
1968—1969 гг. — Сервиз чайно-кофейный «Столица Праздничная». Форма «Ярославна». Фарфор. Роспись полихромная. Люстр. ЛФЗ. Выставка произведений ленинградских художников (Ленинград. 1970 год); Выставка «Изобразительное искусство Ленинграда» (Ленинград. 1976 год).
1969 г. — Сервиз чайный «Орнаментальный». Фарфор. Роспись глазурью по бисквиту. Весенняя выставка произведений ленинградских художников (Ленинград. 1969 год).
1969 г. — Сервиз кофейный «Русский». Майолика. Сланцы. Проба в фарфоре с росписью «Маски» и «Ковровый».
1960-е гг. — Настенные скульптуры «Руслан и Людмила». Майолика. Сланцы. Фарфор. ЛФЗ.
1960-е гг. (?) — Комплект сосудов «Фрукты» с рельефным орнаментом.
1970 г. — Кашпо для цветов с рельефом. Майолика. Сланцы. 10 моделей.
1970 г. — Чашки высокая и низкая. Форма «Рельефная». Фарфор. ЛФЗ.
1970 г. — Подарочный комплект гладкий и рельефный «Василиса Прекрасная» и «Иван Царевич» со стопками. Фарфор. ЛФЗ.
1970 г. — Штоф для вина «Ленинград». Фарфор. ЛФЗ.

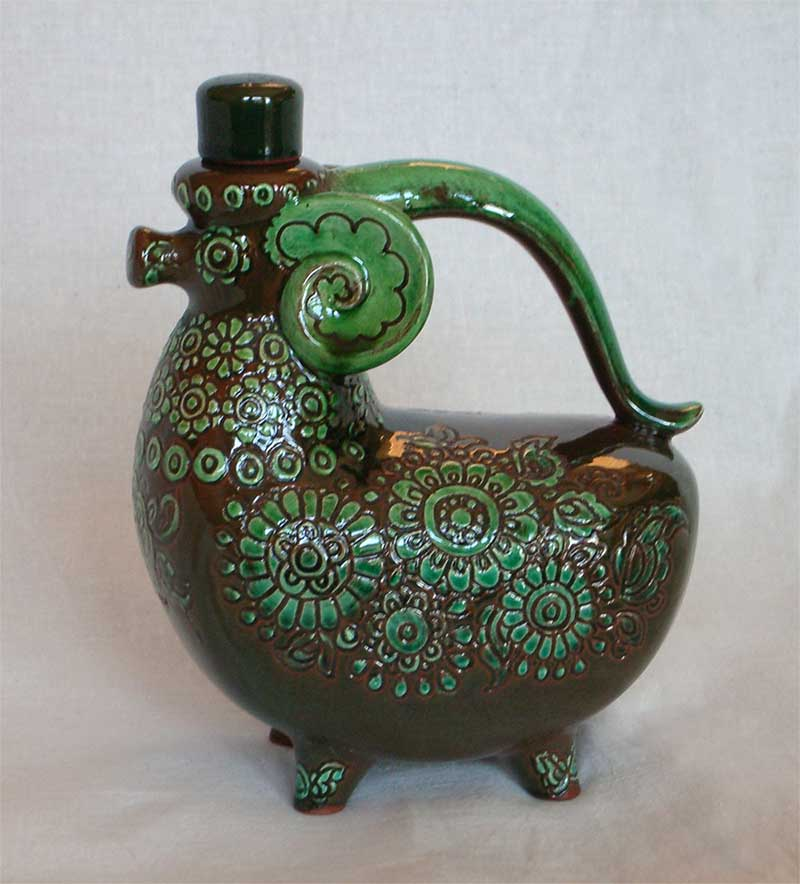
Графин «Барашек». 1972 г. Майолика.

1970-е годы — Чайник форма «Русский сувенир» и «Русские узоры». Фарфор. ЛФЗ. Гос. Эрмитаж, Санкт-Петербург.
1970-е годы — Плакетка «Здание Санкт-Петербургской Государственной художественно-промышленной Академии им. А. Л. Штиглица». Фарфор. Бисквит. Рельеф. ЛФЗ.
1970-е годы — Настенная скульптура «Голова Христа в терновом венце». Фарфор. ЛФЗ. (По рисунку Ф. А. Бруни «Голова Христа в терновом венце»).
1970-е годы — Настенная композиция «Розы».
1970-е годы — Броши, кулоны, перстни с рельефом, в технике «pate-sur-pate».
1971 г. — Сервиз кофейный «Снежный». Фарфор. Роспись надглазурная. Осенняя выставка произведений ленинградских художников (Ленинград. 1971 год).
1971 г. — 25 октября Художественный совет Ленинградского фарфорового завода им. М. В. Ломоносова утвердил на «Отлично» форму и поливы сервиза «Чайный» (экспериментальная работа). Майолика. Сланцы.
1972 г. — Графин «Птица» в разных поливах и росписи. Майолика. Сланцы.
1972 г. — Графин «Барашек». Майолика. Сланцы.

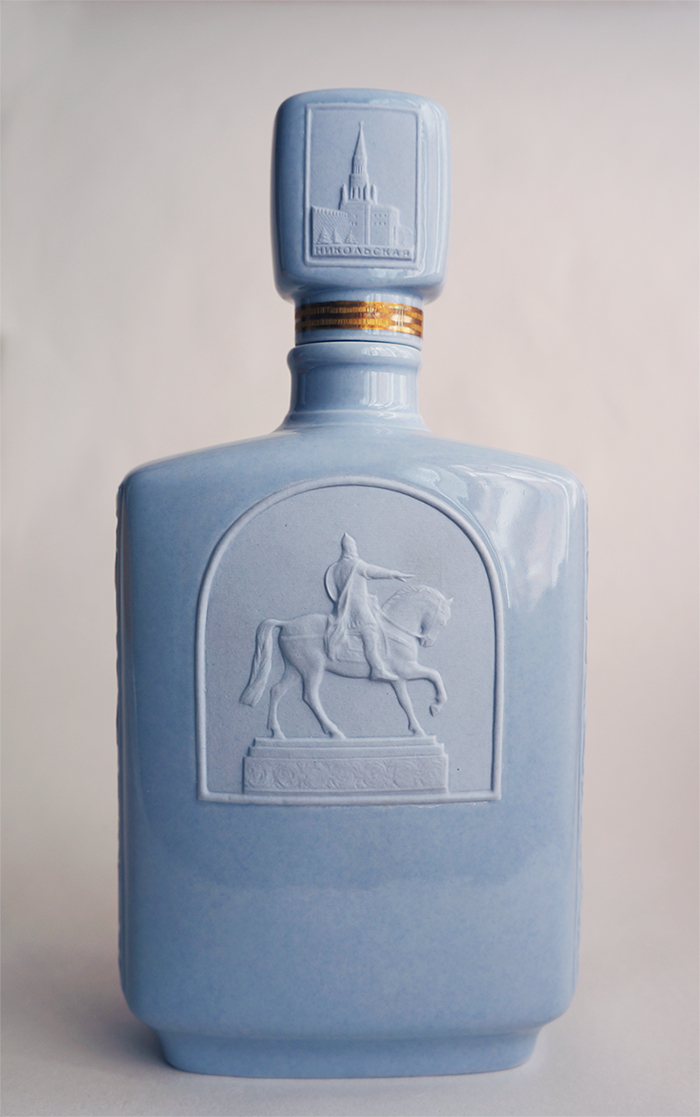
Штоф сувенирный «Юрий Долгорукий». 1974 г. Фарфор.

1973 г. — Подарочный комплект форма «Сувенирная». Фарфор. ЛФЗ: заварной чайник (Выставка «Поднесение к Рождеству: Огни карнавала». Санкт-Петербург. Гос. Эрмитаж. 2006 год. Гос. Эрмитаж, Санкт-Петербург), доливной чайник, поднос, чашка.
1973 г. — Рельефная кружка «Сланцы». Майолика. Сланцы.
1973 г. — Серия чашек для формовки: «Каннелюрная», «Ромашка», «Веночки». Майолика. Сланцы.
1973 г. — Детский комплект для формовки. Майолика. Сланцы.
1973 г. — Сервиз «Самоварчик». Майолика. Сланцы. Проба в фарфоре.

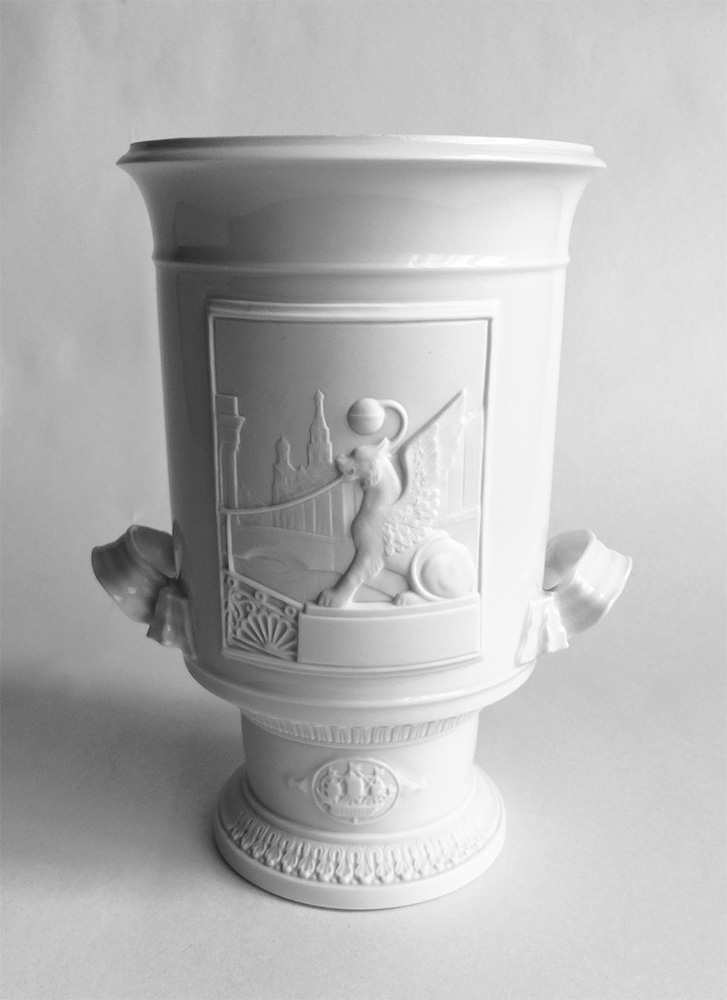
Ваза «Банковский мостик». 1976 г. Фарфор.

1973 г. — Штофы для вина «Виноград», «Александр Невский», «Барокко». Фарфор. ЛФЗ.
1973 г. — 18 июня Художественный совет фарфорового завода им. М. В. Ломоносова утверждает для производства форму чашки с блюдцем «Рельефная». Фарфор. ЛФЗ.
1974 г. — 29 октября Художественный совет фарфорового завода им. М. В. Ломоносова утверждает для производства следующие сервизы с отличной оценкой: «Нарва», «Вечер» в коричневой поливе, «Букет», «Плетёнка», «Горошек», «Песчаный берег» в зелёной поливе. Майолика. Сланцы.
1974-75 гг. — Штофы сувенирные «Юрий Долгорукий», «Царь-пушка». Фарфор. Рельеф. ЛФЗ.
1975 г. — Ваза «Память» (к 30-летию победы в Великой Отечественной войне. Государственный центральный музей современной истории России (Москва). Фарфор. Роспись подглазурная. ЛФЗ). Выставка «История под глазурью». Государственный музей современной истории России. (Москва. 2012 год). Зональная выставка ленинградских художников «Наш современник» (Ленинград. 1980 год). Зональная выставка произведений ленинградских художников 1980 года (Ленинград. 1980 год). Зональная выставка ленинградских художников «Наш современник» (Ленинград. 1975 год). Пятая республиканская художественная выставка «Советская Россия» (Москва. 1975 год).
1975 г. — Плакетки из серии «Ленинград». Фарфор. Бисквит. Рельеф. ЛФЗ: Декоративная плакетка «Арка Главного штаба (Дворцовая площадь)» (Выставка «Поднесение к Рождеству: Цвет небесный, синий цвет». Гос. Эрмитаж, Санкт-Петербург. 2007 г.). 1977. Фарфор. Бисквит. ЛФЗ.), «Банковский мостик» (Гос. Эрмитаж, Санкт-Петербург), «Ростральная колонна» (Гос. Эрмитаж, Санкт-Петербург), «Медный всадник» (Гос. Эрмитаж, Санкт-Петербург), «Летний сад», «Исаакиевский собор» (Гос. Эрмитаж, Санкт-Петербург), «Адмиралтейство» (Гос. Эрмитаж, Санкт-Петербург). (Худ. совет 1977 г.). Выставка произведений ленинградских художников, посвящённая 60-летию Великого Октября. Ленинград. 1977 год.
1975 г. — Сувенирные вазы «Банковский мостик» (Ленинград), «Никольская башня» (Москва), «Арка Главного штаба (Дворцовая площадь)». Фарфор. Рельеф. ЛФЗ.
1975 г. — Штофы сувенирные «Арка Главного штаба (Дворцовая площадь)», «Банковский мостик», «Медный всадник», «Будьте здоровы», «На здоровье». Фарфор. Рельеф. ЛФЗ.
1975 г. — Штоф «Юрий Долгорукий». Фарфор. Рельеф. ЛФЗ. Худ. совет 1975 г.
1975 г. — Сервиз «Рельефный» для формовки. Фарфор. ЛФЗ.
1975 г. — Сервиз форма «Новая» (Техника «pate-sur-pate»). Худ. совет 1975 г.

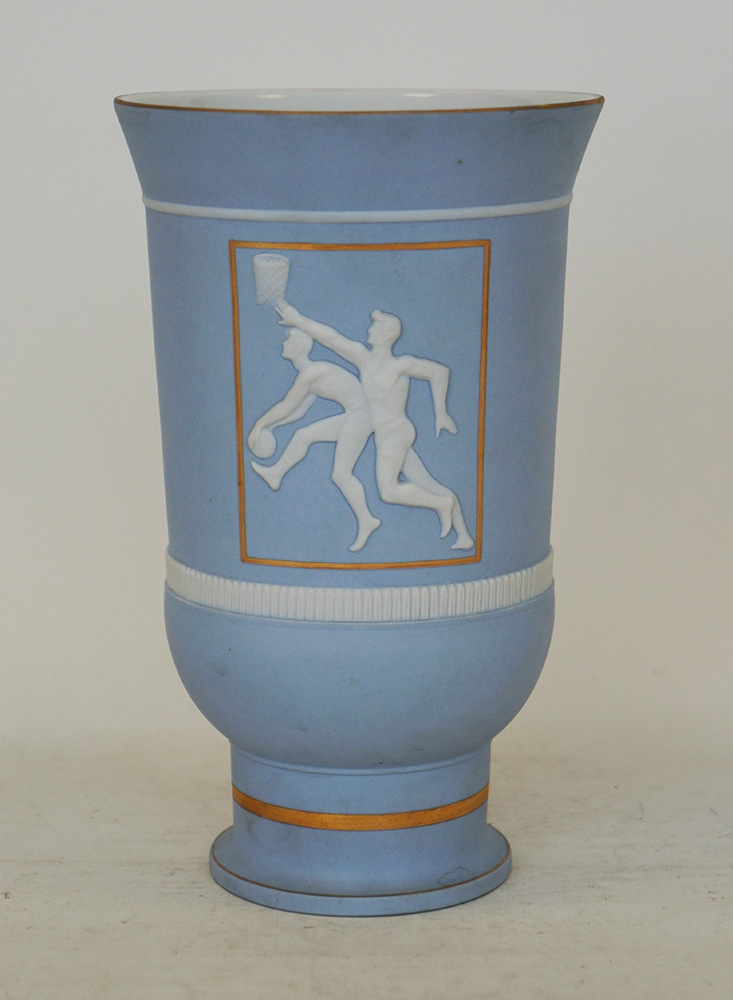
Кубок «Баскетболисты». К Олимпиаде-80. 1977 г. Фарфор.

1976 г. — Ваза кубковой формы «Банковский мостик». Фарфор. Рельеф. ЛФЗ.
1976 г. — Ваза кубковой формы «Ростральная колонна». Фарфор. Рельеф. ЛФЗ. (Худ. совет 1976 г.). Гос. Эрмитаж. Санкт-Петербург.
1976 г. — Ваза сувенирная «Москва». Фарфор. Рельеф. ЛФЗ. (Худ. совет 1976 г.). Гос. Эрмитаж. Санкт-Петербург.
1976 г. — Кружка с рельефной ножкой, роспись «Вечер». Серия кружек каннелюрных (8 штук, формы и росписи для шелкографии: «Утро», «Голубое плетение», «Голубой вьюн», «Ситчик», «Вьюнок», «Радость», «Полдень», «Граммофончик» — подглазурный кобальт), Кружка с бортовым краем — роспись «Беседка», «Подарок». Автор форм и росписи Б. Д. Быструшкин. Фарфор. ЛФЗ. (Худ. совет 1976 г.).
1976 г. — Плакетки для цеха костяного фарфора: «Арка Главного штаба (Дворцовая площадь)», «Юрий Долгорукий» (Худ. совет 1977 г.), «Банковский мостик», «Ростральная колонна», «Медный всадник» (Худ. совет 1977 г.), «Адмиралтейство», «Исаакиевский собор», «Летний сад», «Смольный». Фарфор. Бисквит. Рельеф. ЛФЗ.
1970-е гг. — Декоративный сервиз «Снежинки». 7 предметов. Фарфор, бисквит, роспись. ЛФЗ. Выставка произведений ленинградских художников, посвящённая 60-летию Великого Октября. Ленинград. 1977 год.
1977 г. — Декоративная ваза «Банковский мостик». 1977. Фарфор. Бисквит. Рельеф. В. 20. ЛФЗ. Выставка произведений ленинградских художников, посвящённая 60-летию Великого Октября. Ленинград. 1977 год.
1977 г. — Кубки сувенирные для Олимпиады-80: «Волейбол», «Борьба», «Баскетбол», «Баскетбол» золотой, сувенирная ваза «Москва» с эмблемой Олимпиады-80. Фарфор. Рельеф. ЛФЗ (Худ. совет 1977 г.). Гос. Эрмитаж. Санкт-Петербург.
1977 г. — Графин и две рюмки из комплекта «Юбилейный». Гос. Эрмитаж. Санкт-Петербург. (Худ. совет 1977 г.).
1977 г. — Серия плакеток «Салют победам Российским (Непобедимые)»: «Кремлёвский салют», «Ледовое побоище — 1242 г.», «Гангутское сражение — 1714 г.», «Битва на Курской Дуге. 1943 г.», «Революция. 1917 г. (не закончена)». Фарфор. Бисквит. Рельеф. ЛФЗ. (Худ. совет 1980 г.). Гос. Эрмитаж. Санкт-Петербург. Шестая республиканская художественная выставка «Советская Россия» (Москва. 1980 год). Зональная выставка произведений ленинградских художников 1980 года (Ленинград. 1980 год).
1977 г. — Большемерный пласт «Казанский собор». 46 х 30. Гипс. Рельеф. ЛФЗ.

## Выставки
1960 г. — Первая Республиканская художественная выставка «Советская Россия». Москва.
- Ликёрный набор «Клуша» со стопками. 1959 г. Фарфор. Роспись надглазурная, позолота.

1961 г. — Выставка «Искусство в быт. Новые образцы изделий художественной промышленности». Центральный выставочный зал «Манеж», Москва. Диплом II степени.
- Чайный сервиз «Луковка». 10 предметов. 1960 г. Фарфор. Роспись надглазурная. Завод «Красный фарфорист», г. Чудово, Новгородская область.

1963 г. — Республиканская выставка декоративно-прикладного искусства. Ленинград.
- Сервиз чайно-кофейный «Белая ночь». 14 предметов. 1962 г. Фарфор. Роспись надглазурная. Завод «Красный фарфорист», г. Чудово, Новгородская область.
- Сервиз чайный «Зелёный бортик». 4 предмета. 1963. Фарфор. Роспись надглазурная. Худ. К. Г. Косенкова. Форма «Волхов». Ск. Б. Д. Быструшкин. ЛФЗ.
- Сервиз чайный «Лесной узор». 5 предметов. 1963. Фарфор. Роспись надглазурная. Худ. А. Н. Семёнова. Форма «Волхов». Ск. Б. Д. Быструшкин. ЛФЗ.

1964 г. — Зональная выставка «Ленинград». Ленинград.
- Сервиз чайный «Индустриальный». 6 предметов. 1964. Фарфор. Роспись надглазурная. Худ. И. В. Бессонова. Форма «Волхов», ск. Б. Д. Быструшкин.
- Сервиз чайный «Цветы». 7 предметов. 1964. Фарфор. Роспись надглазурная. Худ. С. П. Богданова. Ск. Б. Д. Быструшкин.
- Сервиз чайный «Апельсин». 5 предметов. 1964. Фарфор. Роспись надглазурная. Худ. Л. Ф. Орлова. Ск. Б. Д. Быструшкин.
- Сервиз чайный «Золотая птица». 5 предметов. 1964. Фарфор. Роспись надглазурная. Худ. Л. Ф. Орлова. Форма «Волхов». Ск. Б. Д. Быструшкин.
- Сервиз чайный «Розовый фриз». 5 предметов. 1964. Фарфор. Роспись надглазурная. Худ. Ю. В. Охотина. Форма «Волхов». Ск. Б. Д. Быструшкин.
- Сервиз чайный «Русские узоры». 6 предметов. 1963. Фарфор. Роспись надглазурная. Худ. Н. М. Павлова. Форма «Волхов». Ск. Б. Д. Быструшкин.
- Сервиз чайный «Ленинград». 6 предметов. 1964. Фарфор. Роспись надглазурная. Худ. Е. Г. Фирсова. Ск. Б. Д. Быструшкин.
- Ваза «Вечер». 1964. Фарфор. Роспись подглазурная. Худ. В. М. Жбанов. Форма «Строчная». Ск. Б. Д. Быструшкин. В. 28, д. 11.
- Ваза «Горошек». 1964. Фарфор. Роспись подглазурная. Худ. В. М. Жбанов. Форма «Строчная». Ск. Б. Д. Быструшкин. В. 28, д. 11.

1965 г. — Вторая Республиканская художественная выставка «Советская Россия». Москва.
- Ваза декоративная «Акация». 1963. Фарфор. Роспись подглазурная. Высота 36 см. (Дмитровский фарфоровый завод, п. Вербилки, Талдомский р-н, Московская область).
- Сервиз чайный «Русские узоры». 8 предметов. 1964. Фарфор. Роспись надглазурная. Худ. Н. М. Павлова. Форма «Волхов», ск. Б. Д. Быструшкин.
- Сервиз чайный «Золотая птица». 5 предметов. 1964. Фарфор. Роспись надглазурная. Худ. Л. Ф. Орлова. Форма «Волхов», ск. Б. Д. Быструшкин.
- Сервиз чайный «Ленинград». 8 предметов. 1964. Фарфор. Роспись надглазурная. Худ. Е. Г. Фирсова. Форма Б. Д. Быструшкин. ЛФЗ[9].

1965 г. — Весенняя выставка произведений ленинградских художников. Ленинград.
- Сервиз чайный «Дачный». 7 предметов. 1964. Фаянс. Роспись подглазурная.

1965 г. — Осенняя выставка ленинградских художников. Ленинград.
- (?) Сервиз «Вечерний».1965. Майолика. Коричневая полива с красными крышками. (?)

1966 г. — Осенняя выставка ленинградских художников. Ленинград.
- Графин «Красный сарафан». 1966. Форма «Матрёшка». Фарфор. Роспись надглазурная монохромная. Позолота. Цировка. Автор формы и росписи Б. Д. Быструшкин. В. 20,5. В. стопки 4,5. ЛФЗ.
- (?) Сервиз чайный «Дачный-Сланец». Майолика. В коричневой поливе. Красно-кирпичный с кобальтовым ангобом — фризовый рисунок. Зелёный с кобальтовым ангобом и с рельефом в зелёной поливе (1965 г.). (?)

1967—1968 гг. — Выставка «Декоративно-прикладное искусство».
- Сервиз «Терем-Терем-Городок». 13 предметов. 1967 г. Фарфор. Роспись.

1968 г. — Третья Республиканская художественная выставка «Советская Россия». Москва.
- Сервиз чайный «Зимний Ленинград». 14 предметов. 1967. Фарфор. Роспись надглазурная. Худ. К. Г. Косенкова. Ск. Б. Д. Быструшкин. ЛФЗ.

1969 г. — Весенняя выставка произведений ленинградских художников. Ленинград.
- Сервиз чайный «Орнаментальный». 8 предметов. 1969 г. Фарфор. Роспись глазурью по бисквиту.

1970 г. — Четвёртая Республиканская художественная выставка «Советская Россия». Москва.
1970 г. — «1870-1970. Ленину посвящается». Выставка произведений ленинградских художников. Ленинград.
- Сервиз чайно-кофейный «Столица праздничная». 12 предметов. 1969 г. Роспись надглазурная.

1971 г. — Осенняя выставка произведений ленинградских художников. Ленинград.
- Сервиз кофейный «Снежный». 6 предметов. 1971 г. Фарфор. Роспись надглазурная.

1973 г. — Весенняя выставка произведений ленинградских художников. Ленинград.
- Сервиз кофейный «Фрукты». 11 предметов. 1973. Фарфор. Роспись надглазурная. Худ. Л. К. Блак. Ск. Б. Д. Быструшкин.

1974 г. — Выставка Достижений Народного Хозяйства СССР. Москва.
1975 г. — Зональная выставка ленинградских художников «Наш современник». Ленинград.
- Декоративная ваза «Память». 1975 г. Фарфор. Роспись подглазурная. Высота 65 см.

1975 г. — Пятая Республиканская художественная выставка «Советская Россия». Москва.
- Декоративная ваза «Память». 1975 г. Фарфор. Роспись подглазурная. Высота 65 см.
- Плакетки из серии «Ленинград». 7 шт. 1975 г. Фарфор. Бисквит.

1976 г. — Выставка «Изобразительное искусство Ленинграда». Москва.
- Сервиз чайно-кофейный «Столица праздничная». 12 предметов. 1969 г. Фарфор. Роспись надглазурная. ЛФЗ.

1977 г. — Выставка произведений ленинградских художников, посвящённая 60-летию Великого Октября. Ленинград.
- Декоративная ваза «Банковский мостик». 1977. Фарфор. Бисквит. Рельеф. В. 20. ЛФЗ.
- Декоративные плакетки. 1977. Фарфор. Бисквит. ЛФЗ:

1. Адмиралтейство
2. Арка Главного штаба (Дворцовая площадь)
3. Исаакиевский собор
4. Медный всадник
5. Ростральная колонна

- Декоративный сервиз «Снежинки». 7 предметов. Фарфор. Бисквит. Роспись. ЛФЗ.
- Ликёрники «Арка Главного штаба (Дворцовая площадь)» и «Медный всадник» (1975 г.). Фарфор. В. 20, 18. ЛФЗ.

1980 г. — Шестая Республиканская художественная выставка «Советская Россия». Москва.
- Композиция «Салют победам российским (Непобедимые)» (5 плакеток). 1977 г. Фарфор. Бисквит. Рельеф.

1980 г. — Зональная выставка ленинградских художников «Наш современник». Ленинград.
- Декоративная ваза «Память». 1975 г. Фарфор. Роспись подглазурная. Высота 65 см.

1980 г. — Зональная выставка произведений ленинградских художников 1980 года. Ленинград.
- Композиция «Салют победам российским (Непобедимые)» (5 плакеток). 1977 г. Фарфор. Бисквит. Рельеф.

2006 г. — Выставка «Огни карнавала». К 100-летию со дня рождения А. В. Воробьевского. Гос. Эрмитаж. Санкт-Петербург.
- Чайник с крышкой «Цветущая весна». 1973. Фарфор, роспись надглазурная полихромная, позолота. Худ. А. В. Воробьевский. Форма «Сувенирная» (1973 г.). Ск. Б. Д. Быструшкин. ЛФЗ.

2007 г. — Выставка «Цвет небесный, синий цвет». Гос. Эрмитаж. Санкт-Петербург.
- Декоративная плакетка «Арка Главного штаба (Дворцовая площадь)». 1977. Фарфор. Бисквит. ЛФЗ.

2012 г. — Выставка «История под глазурью». Государственный центральный музей современной истории России. Москва.
- Декоративная ваза «Память». 1975 г. Фарфор. Роспись подглазурная. Высота 65 см.

2014 г. — Выставка «Новгородский фарфор. Ушедшие страницы». Культурный центр «Диалог». Новгородский центр современного искусства. Великий Новгород.
- Скульптура «Голуби». 1958 г. Фарфор. Глазурованный. Бисквит, Роспись подглазурная;
- Скульптура из комплекта «Танцующие матрёшки». 1957 г. Фарфор. Роспись надглазурная.

2015 г. — Выставка «В некотором царстве...». Гос. Эрмитаж. Санкт-Петербург.
- Ночник "Рыбка". Фарфор. ЛФЗ.
- Графин "Девица с вёдрами". Роспись глазурью и солями, позолота. Форма "Матрёшка". Фарфор. ЛФЗ.
- Кофейник "Руслан, побеждающий Черномора" по сказке А.С.Пушкина "Руслан и Людмила". Форма "Ярославна". Фарфор. ЛФЗ.
- Подарочный комплект графинов "Иван Царевич и Василиса Прекрасная". Фарфор. ЛФЗ.
- Комплект настенных скульптур "Руслан и Людмила". Фарфор. ЛФЗ.

2021 г. —Выставка «Святой Благоверный Великий Князь Александр Невский. Образы и символика». Гос. Эрмитаж. Санкт-Петербург.
- Медальон «Александр Невский» из композиции «Непобедимые».

## Награды
В 1978 году Б. Д. Быструшкин постановлением Комитета совета Выставки Достижений Народного Хозяйства СССР награждён Бронзовой медалью ВДНХ СССР (номер удостоверения 38628).